# Unión Soviética en la Segunda Guerra Mundial

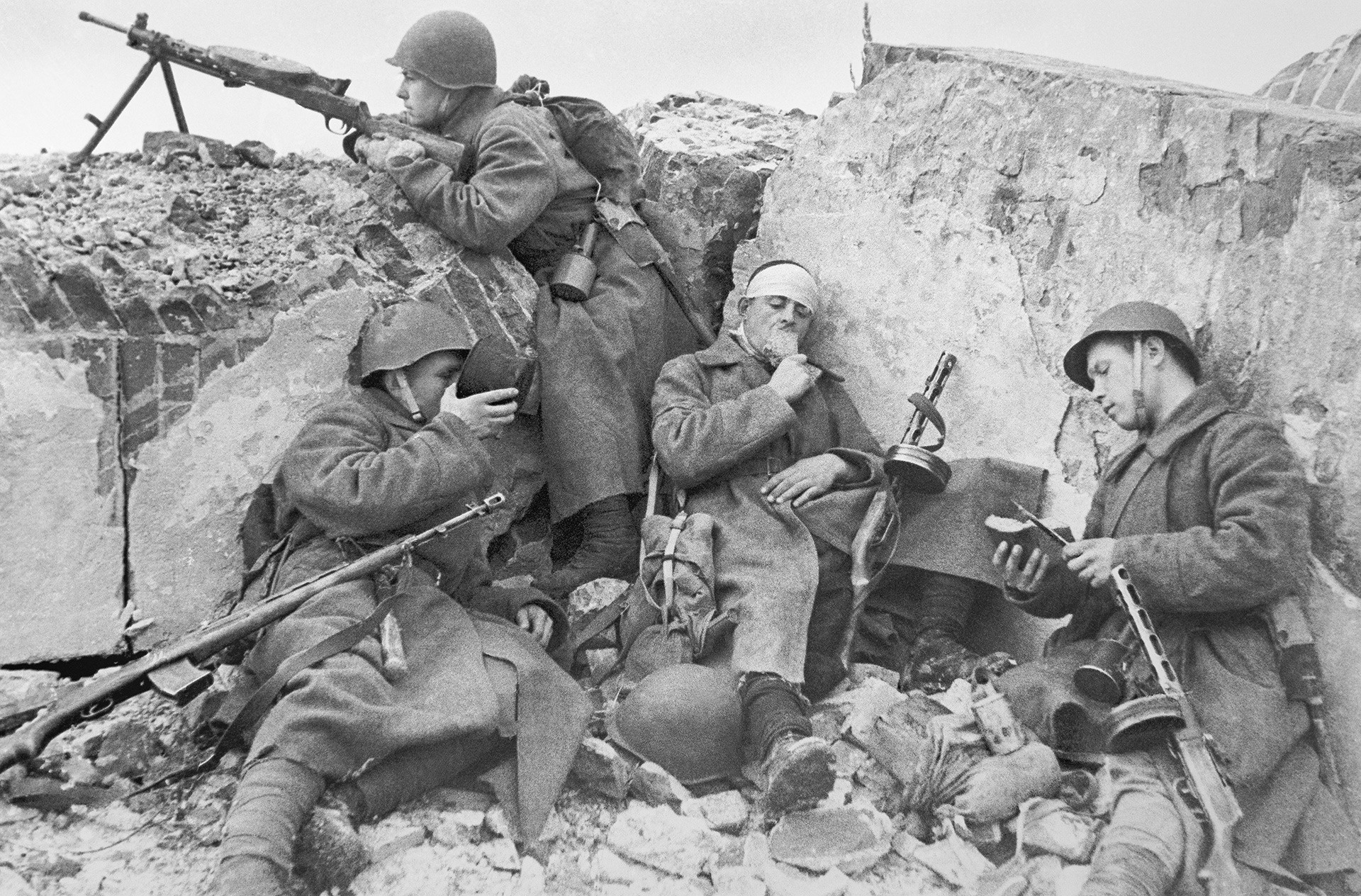
Soldados soviéticos en Stalingrado durante un breve descanso después de luchar

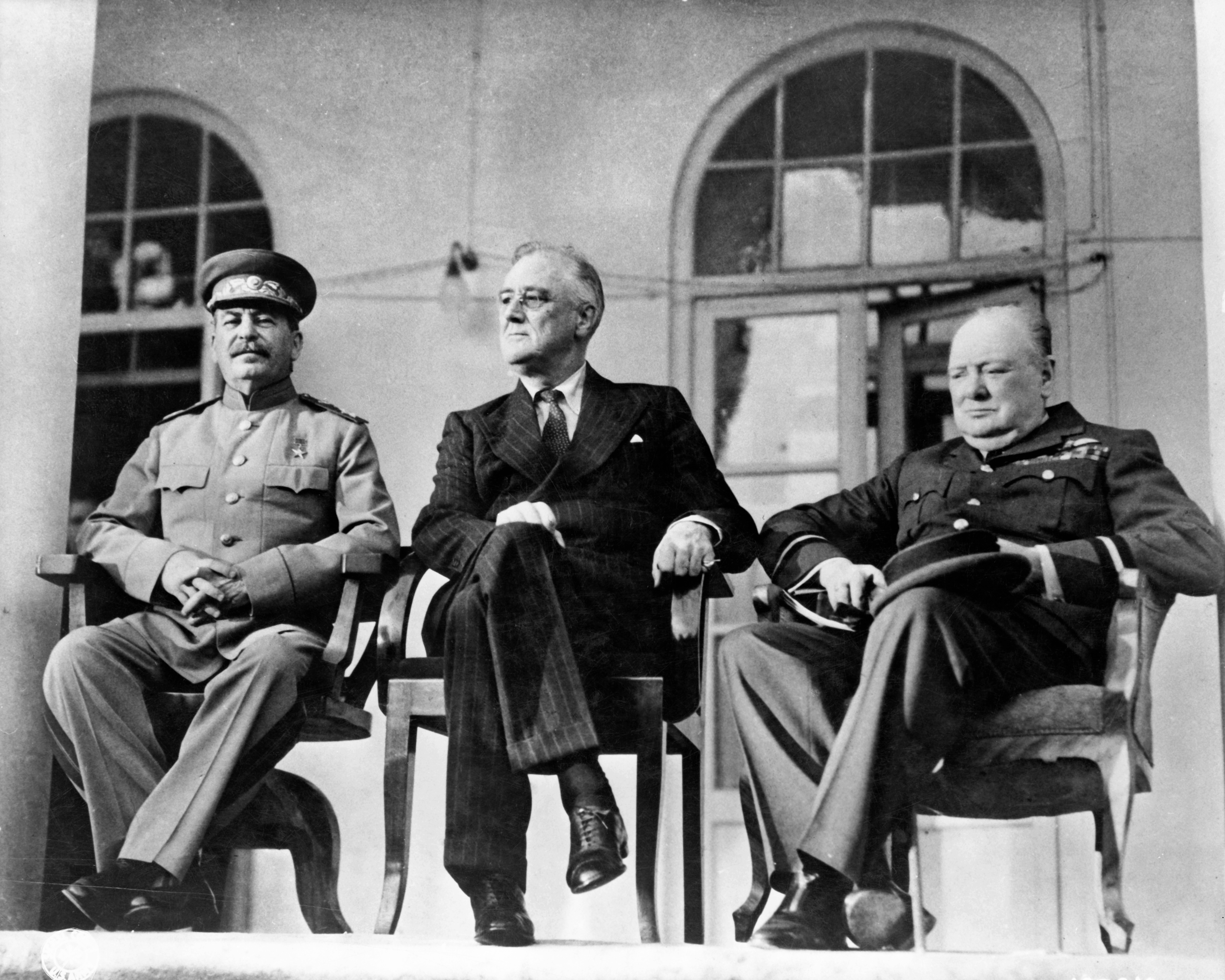
Stalin, Roosevelt y Churchill en la Conferencia de Teherán, noviembre de 1942

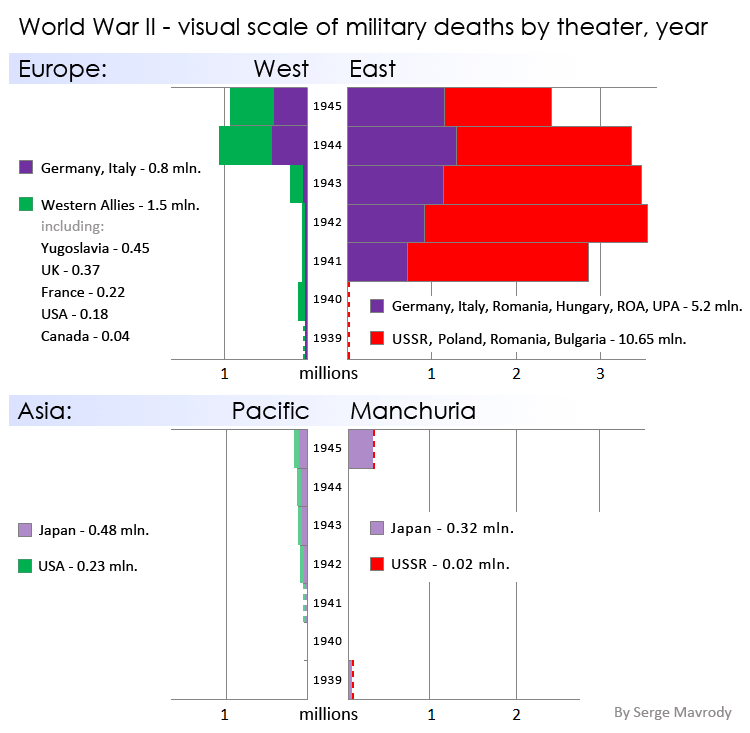
Cronología y bajas militares de la URSS y otros países en Europa y Asia, durante la guerra.

La participación de la Unión Soviética en la Segunda Guerra Mundial, se refiere a la participación de la Unión de Repúblicas Socialistas Soviéticas, la cual es una de las participaciones más extensas e influyentes del conflicto de la Segunda Guerra Mundial (1939-1945), debido a que engloba la participación de todas las antiguas repúblicas soviéticas, que eran la RSS de Armenia, la RSS de Azerbaiyán, la RSS de Bielorrusia, RSS de Estonia, RSS de Georgia, RSS de Kazajistán, RSS de Kirguistán, RSS de Letonia, RSS de Lituania, RSS de Moldavia, RSFS de Rusia, RSS de Tayikistán, RSS de Turkmenistán, RSS de Ucrania, y la RSS de Uzbekistán.
En los tiempos previos al conflicto, el 23 de agosto de 1939, la Alemania nazi y la Unión Soviética firmaron el Tratado de no Agresión entre Alemania y la Unión Soviética, llamado coloquialmente Pacto Ribbentrop-Mólotov. Además de las estipulaciones de no agresión, el tratado incluía un protocolo adicional secreto que dividía los territorios de Rumania, Polonia, Lituania, Letonia, Estonia y Finlandia entre Alemania y las «esferas de influencia» soviéticas, que anticipan posibles «reordenamientos territoriales y políticos» de estos países.
En octubre y noviembre de 1940, las conversaciones germano-soviéticas sobre el potencial de unirse a las potencias del Eje tuvieron lugar en Berlín (capital de Alemania), nada surgió de las conversaciones, ya que el objetivo ideológico de Hitler era vencer a los soviéticos y tener el Lebensraum (espacio vital) en el este.
Alemania invadió Polonia el 1 de septiembre de 1939 dando inicio a la Segunda Guerra Mundial. Stalin esperó hasta el 17 de septiembre antes de lanzar la invasión soviética de Polonia. Parte de las regiones finlandesas de Carelia y Salla fueron anexadas por la Unión Soviética después de la Guerra de Invierno. A esto siguieron las anexiones soviéticas de Estonia, Letonia, Lituania y partes de Rumania (Besarabia, el norte de Bucovina y la región de Herța).
En los juicios de Núremberg se conocía la existencia del protocolo secreto del pacto germano-soviético relativo a las divisiones planificadas de estos territorios. La invasión de Bucovina violó el Pacto Mólotov-Ribbentrop, ya que iba más allá de la esfera de influencia soviética acordada con el Eje.
El 22 de junio de 1941, Hitler traicionó el acuerdo y lanzó la invasión de la Unión Soviética. Stalin confiaba en que el total de la maquinaria de guerra aliada finalmente detendría a Alemania, y con la Ley de Préstamo y Arriendo desde Occidente, los soviéticos detuvieron a la Wehrmacht a unos 30 km de Moscú.
Durante los siguientes cuatro años, la Unión Soviética rechazó con muchos sacrificios las ofensivas del Eje, como en la Batalla de Stalingrado y la Batalla de Kursk, y avanzó hacia la victoria en grandes ofensivas soviéticas, como la Ofensiva del Vístula-Óder, siendo la potencia que batalló con la mayor parte de todo el ejército de la Alemania nazi y la nación que derrotó al mayor número de combatientes de los nazis y el Eje.
La mayor parte de los combates soviéticos tuvieron lugar en el Frente Oriental, incluida una guerra continuada con la aliada de la Alemania nazi Finlandia, pero también invadió países a favor del Eje como Irán (agosto de 1941) en cooperación con los británicos y al final de la guerra atacó al Japón Imperial en las regiones del norte (agosto de 1945), con el que los soviéticos habían tenido guerras fronterizas anteriores hasta 1939.
En noviembre de 1943, Winston Churchill, Franklin D. Roosevelt y Stalin se reunieron en la Conferencia de Teherán con el fin de fortalecer la cooperación entre Estados Unidos, Gran Bretaña y la URSS en la guerra, así como discutir el futuro de Europa después de su finalización. Berlín finalmente cayó el 2 de mayo de 1945.

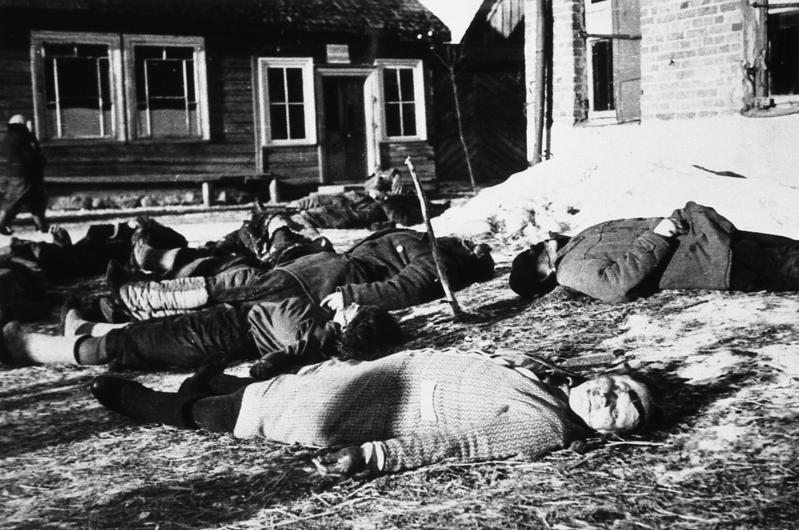
Asesinato en masa de civiles soviéticos cerca de Minsk. Los nazis asesinaron a civiles en 5295 localidades diferentes en la República Socialista Soviética de Bielorrusia ocupada.

Para rechazar la invasión nazi y presionar para obtener la victoria en el Este, se requirió un tremendo sacrificio de parte de la Unión Soviética que perdió 26,6 millones de habitantes, entre bajas de militares y población civil, lo que representó el 13,7 % de la población total del país. Las pérdidas de vidas humanas en las repúblicas de la Unión Soviética fueron desiguales, en número total y en porcentaje de muertes, siendo las seis primeras repúblicas más afectadas, en número total de pérdidas:
- RSFS de Rusia - 13,95 millones
- RSS de Ucrania     - 6,85 millones
- RSS de Bielorrusia - 2,29 millones
- RSS de Kazajistán - 0,66 millones
- RSS de Uzbekistán - 0,55 millones
- RSS de Lituania - 0,38 millones

En pérdidas porcentuales respecto a su población de 1940 el orden es:
- RSS de Bielorrusia - 25,3 %
- RSS de Ucrania     - 16,3 %
- RSS de Letonia - 13,7 %
- RSS de Armenia - 13,6 %
- RSS de Lituania y RSFS de Rusia - 12,7 % cada una.

La etnia más afectada en números absolutos fue con gran diferencia la rusa, contabilizandose más de 15 millones de rusos étnicos muertos, tanto militares como civiles (en comparación, el Holocausto de los judíos en toda Europa, según distintas fuentes, afectó a un tercio de este número, se llevó las vidas de entre 4 869 860 y 5 894 716 personas, aunque porcentualmente representa una media mayor del 55,1 % del tamaño del grupo étnico en 1933.) Estando en el epicentro del estallido de la guerra, Polonia fue el país que perdió porcentualmente más población: entre el 16,93 % y el 17,22 %, y el cuarto en número total llegando a 6,8 millones de pérdidas humanas solo superada por la URSS, China, y la propia Alemania nazi.

## Tratado de no Agresión entre la URSS y la Alemania nazi

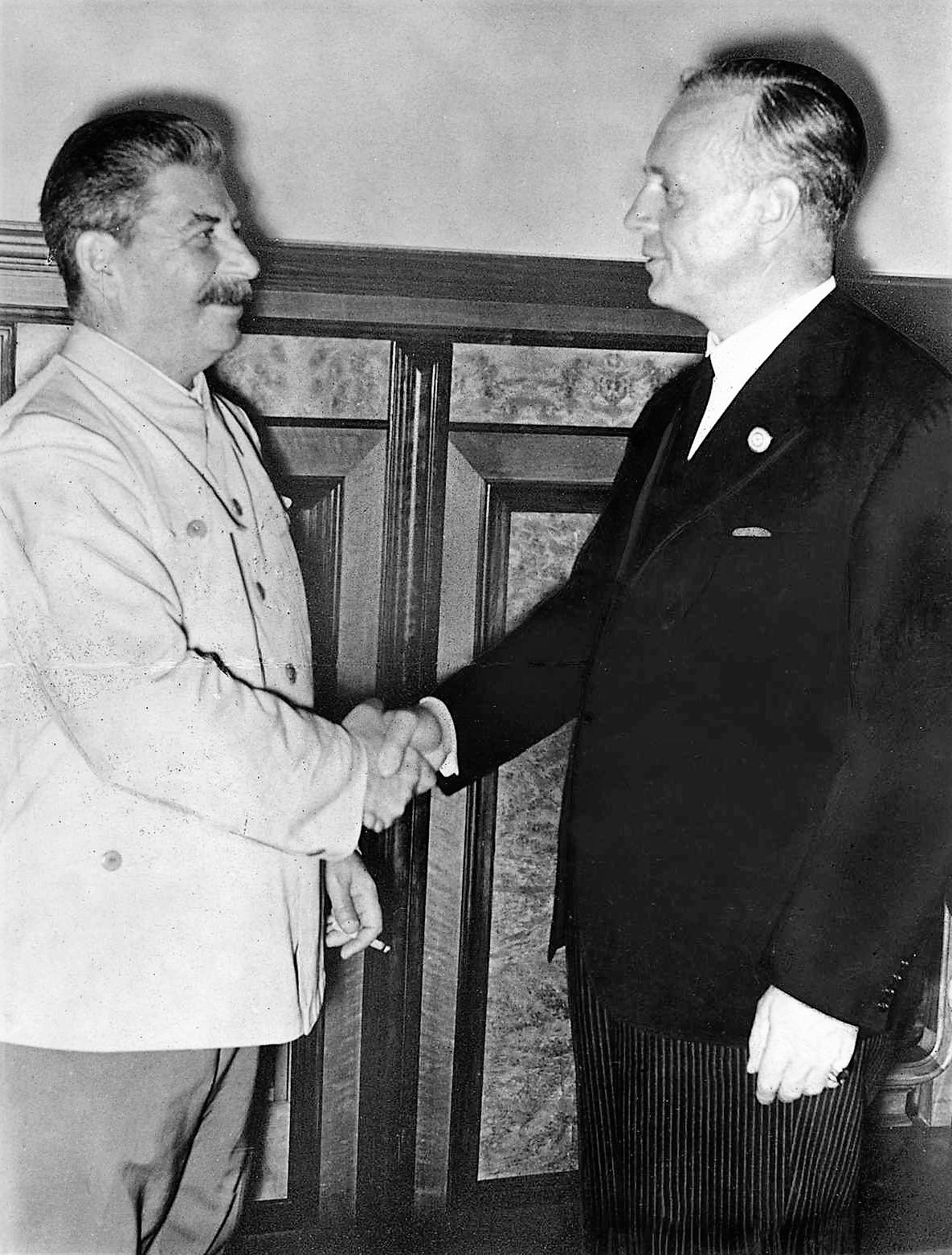
Stalin y Ribbentrop en la firma del Pacto Mólotov-Ribbentrop en el Kremlin el 23 de agosto de 1939.

Tras los acuerdos de Múnich, aprobados y firmados el 30 de septiembre de 1938 por los jefes de gobierno de Reino Unido, Francia, Italia y Alemania con el objeto de solucionar la Crisis de los Sudetes entregando Checoslovaquia a los nazis, la Unión Soviética percibió que se había quedado sola ante la Alemania Nazi y que los futuros aliados occidentales preferían cooperar con esta que con la URSS.
Como consecuencia, en agosto de 1939 Stalin aceptó la propuesta de Adolf Hitler de firmar un Tratado de no Agresión, luego denominado coloquialmente Pacto Ribbentrop-Mólotov, entre la URSS y la Alemania nazi, negociado por los ministros de Relaciones Exteriores soviético Viacheslav Mólotov y alemán Joachim von Ribbentrop. Oficialmente, era solo un tratado de no agresión, aunque incluía un protocolo adicional secreto, que dividía toda Europa Oriental en esferas de influencia alemana y soviética. Se prometió a la URSS la parte oriental de Polonia, que entonces contaba con una pequeña población de ucranianos y bielorrusos, así como incluir a Letonia, Estonia y Finlandia en la esfera de influencia soviética. Posteriormente, tras la firma, en septiembre de 1939, del Tratado Germano-Soviético de Amistad, Cooperación y Demarcación, con su propio protocolo secreto, Lituania también fue incorporada en la esfera soviética. Otra cláusula del tratado disponía que Besarabia, que entonces formaba parte de Rumania, quedaría anexada a la RSSA de Moldavia. En 1940, el resultado de dicha aglomeración pasó a denominarse RSS de Moldavia como una República Socialista Soviética más dentro de la Unión Soviética.
El pacto se alcanzó dos días después de la ruptura de las conversaciones militares soviéticas con representantes británicos y franceses en agosto de 1939 sobre una potencial alianza franco-anglo-soviética. Las discusiones políticas se suspendieron el 2 de agosto, cuando Mólotov declaró que no podían reanudarse hasta que se avanzara en las negociaciones militares a fines de agosto, después de que las conversaciones se hubieran estancado por la exigencia del Reino Unido y Francia de garantías para los estados bálticos. Mientras que las conversaciones militares en las que Mólotov insistió comenzaron el 11 de agosto. Al mismo tiempo, Alemania nazi, que había iniciado conversaciones con la Unión Soviética, prosiguió con las negociaciones secretas el 29 de julio argumentando que podría ofrecer a los soviéticos mejores condiciones que el Reino Unido y Francia. Ribbentrop afirmaba que "no había problema alguno acerca del mar Báltico y el mar Negro que no pudiera resolverse entre nosotros dos". Los funcionarios alemanes declararon que, a diferencia del Reino Unido, Alemania podía permitir que los soviéticos continuaran sus desarrollos sin ser molestados, y que "hay un elemento común en la ideología de Alemania, Italia y la Unión Soviética: la oposición a los regímenes capitalistas de Occidente ". Para ese momento, Mólotov había obtenido información sobre las negociaciones anglo-alemanas y un informe pesimista del embajador soviético en Francia.

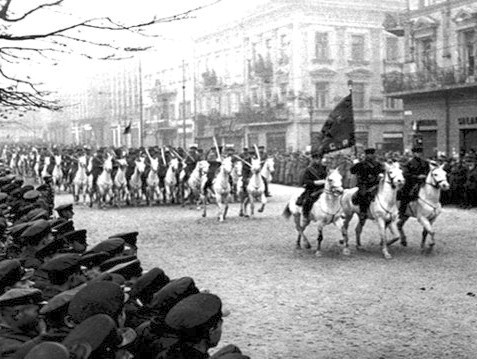
Caballería soviética desfila en Lviv (entonces Lwów) tras la Batalla de Leópolis en el marco de la invasión soviética de Polonia de 1939

Después de la negativa a la demanda de Stalin de dejar el paso a las tropas del Ejército Rojo a través de la Segunda República Polaca y Rumania (a lo que Polonia y Rumania se opusieron), el 21 de agosto, los soviéticos propusieron el aplazamiento de las conversaciones militares con el pretexto de que la ausencia en las conversaciones de personal soviético superior interfirió con las maniobras de otoño de las fuerzas soviéticas, aunque la razón principal fue el progreso que se estaba logrando en las negociaciones soviético-alemanas. Ese mismo día, Stalin recibió la confirmación de que Alemania aprobaría los protocolos secretos del pacto de no agresión propuestos que otorgarían a los soviéticos los territorios de Polonia oriental, las repúblicas bálticas, Finlandia y Rumania. Por la noche Stalin telegrafió a Hitler declarando que los soviéticos estaban dispuestos a firmar el pacto y que recibiría a Ribbentrop el 23 de agosto. En relación con el tema más amplio de la seguridad colectiva, algunos historiadores afirman que una de las razones por las que Stalin decidió abandonar la doctrina fue la conformación de sus puntos de vista de Francia y Reino Unido por su participación en los Acuerdos de Múnich y la subsiguiente falta de prevención de la ocupación alemana de Checoslovaquia. Stalin también pudo haber visto el pacto como un medio para ganar tiempo ante una eventual guerra con Hitler, de manera que podría reforzar el ejército soviético y mover las fronteras soviéticas hacia el oeste, lo que sería militarmente beneficioso en tal guerra.
Stalin y Ribbentrop pasaron la mayor parte de la noche tras la firma del pacto intercambiando historias amistosas sobre asuntos mundiales y bromas (una rareza para Ribbentrop) acerca de la debilidad del Reino Unido. La pareja incluso bromeó sobre cómo el Pacto Antikomintern asustaba principalmente a los "comerciantes británicos". Además intercambiaron brindis, con Stalin proponiendo un brindis por la salud de Hitler y Ribbentrop proponiendo un brindis por Stalin.

## Invasión de Polonia y Europa Oriental y Central

Cambios territoriales planificados y reales en Europa Oriental y Central 1939–1940

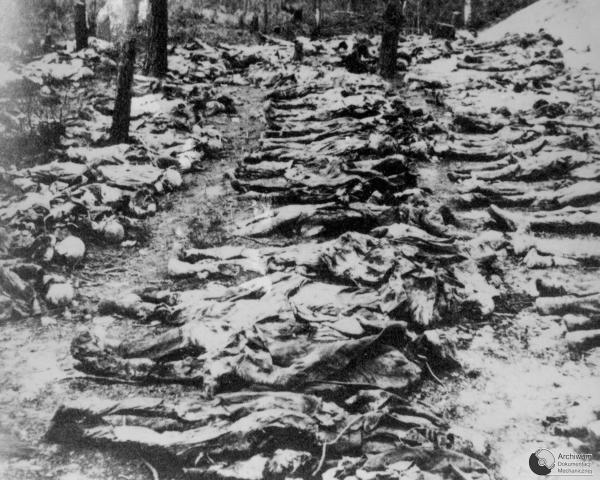
Foto de la exhumación de 1943 de la fosa común de oficiales polacos asesinados por el NKVD en la Masacre de Katyn en 1940.

El 1 de septiembre de 1939, la invasión alemana de Polonia dio comienzo a la Segunda Guerra Mundial. El 17 de septiembre, el Ejército Rojo invadió el este de Polonia y ocupó el territorio polaco que le asignó el Pacto Mólotov-Ribbentrop, seguido de una coordinación con las fuerzas alemanas en Polonia. Once días después, ambos países firmaron el Tratado Germano-Soviético de Amistad, Cooperación y Demarcación que modificó el protocolo adicional secreto del Pacto Mólotov-Ribbentrop, asignando a Alemania una mayor parte de Polonia, mientras se cedía la mayor parte de Lituania a la Unión Soviética. Las porciones soviéticas se encontraban al este de la llamada Línea Curzon, una frontera entre la RSFS de Rusia y la Segunda República Polaca elaborada por una comisión de la Conferencia de Paz de París en 1919.

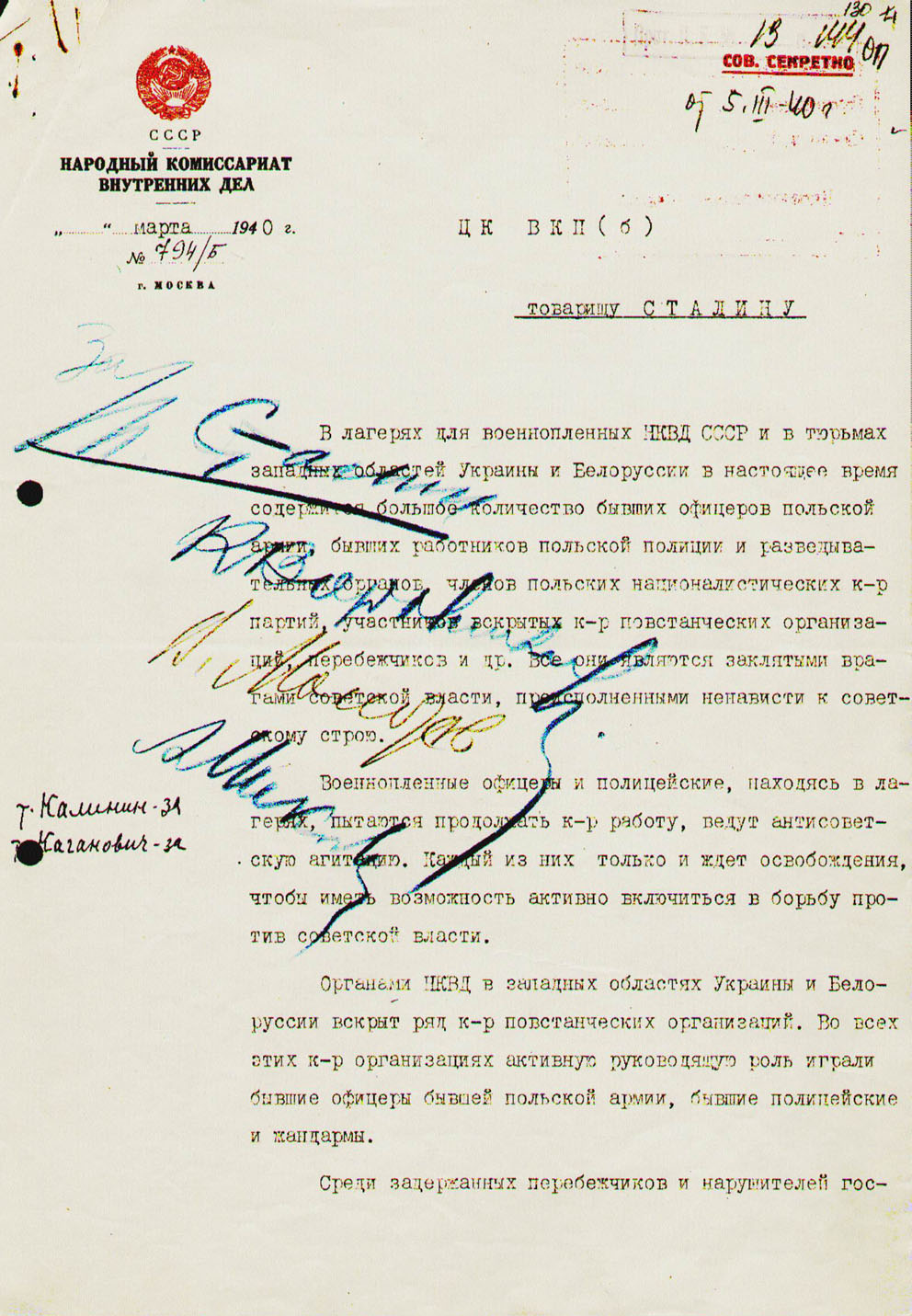
Nota de Lavrenti Beria a Stalin del 5 de marzo de 1940 proponiendo la ejecución de prisioneros de guerra polacos. Lleva el visto bueno de Stalin y otros dirigentes soviéticos.

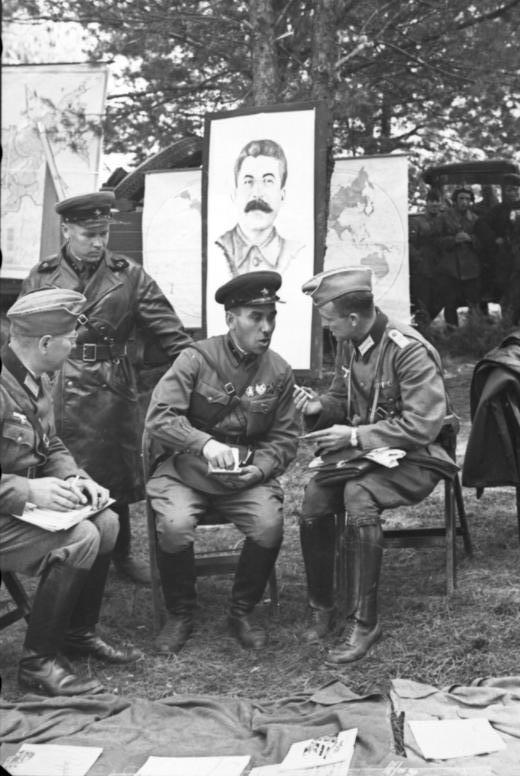
Oficiales alemanes y soviéticos durante la jornada del desfile militar alemán-soviético en Brest-Litovsk frente a una foto de Stalin. En el centro está sentado Semión Krivoshéin.

Después de tomar alrededor de 300 000 prisioneros polacos en 1939 y principios de 1940, los oficiales del NKVD realizaron largos interrogatorios de los prisioneros en campos que, en efecto, eran un proceso de selección para determinar quiénes serían asesinados. El 5 de marzo de 1940, de acuerdo con una nota a Stalin de Lavrenti Beria, los miembros del Politburó soviético, encabezado por Stalin, firmaron una orden para ejecutar 25 700 prisioneros de guerra polacos, etiquetados como "nacionalistas y contrarrevolucionarios", concentrados en campos y prisiones del NKVD en el este de la Polonia ocupada. Esta operación se conoce como la masacre de Katyn.
El general de división Vasili Blojín, verdugo jefe del NKVD, disparó personalmente, durante 28 noches consecutivas, a 6000 de los oficiales polacos capturados, lo que sigue siendo uno de los asesinatos en masa más organizados y prolongados por un solo individuo registrado. Durante sus 29 años de carrera, Vasili Blojín ejecutó a aproximadamente 50 000 personas, lo que lo convirtió en el verdugo oficial más importante de la historia mundial.
En agosto de 1939, Stalin declaró que iba a "resolver el problema del Báltico y, a partir de entonces, obligó a Lituania, Letonia y Estonia a firmar tratados de" asistencia mutua".
Después de intentar sin éxito instalar un gobierno comunista títere en Finlandia, en noviembre de 1939, la Unión Soviética invadió Finlandia en la llamada Guerra de Invierno. Las fuerzas finlandesas mal calculadas, redujeron las expectativas soviéticas y, luego de algunas pérdidas, Stalin se conformó con una paz provisional que le otorgó a la Unión Soviética una dominación menor que la anexión de la región oriental de Karelia (10 % del territorio finlandés). Los recuentos de bajas oficiales soviéticas en la guerra superaron los 200 000, mientras que el primer ministro soviético Nikita Jrushchov más tarde afirmó que las bajas podrían haber sido de medio millón. Después de esta campaña, Stalin tomó medidas para modificar el entrenamiento y mejorar los esfuerzos de propaganda en el ejército soviético.
A mediados de junio de 1940, cuando la atención internacional se centró en la Invasión alemana de Francia, las tropas soviéticas del NKVD allanaron puestos fronterizos en los países bálticos. Stalin afirmó que se habían violado los tratados de asistencia mutua y dio ultimatums de seis horas para que se formaran nuevos gobiernos en cada país, incluidas listas de personas para puestos en el gabinete proporcionados por el Kremlin. Posteriormente, las administraciones estatales fueron reemplazadas por cuadros soviéticos, seguidas de controles masivos en la que 34 250 letones, 75 000 lituanos y casi 60 000 estonios fueron deportados o asesinados. Las elecciones para el parlamento y otras oficinas se llevaron a cabo con candidatos únicos en la lista, cuyos resultados oficiales mostraron la aprobación de los candidatos prosoviéticos por el 92.8 por ciento de los votantes de Estonia, el 97.6 por ciento de los votantes en Letonia y el 99.2 por ciento de los votantes en Lituania. Las asambleas populares resultantes solicitaron inmediatamente la admisión en la URSS, que fue concedida. A fines de junio de 1940, Stalin dirigió la anexión soviética de Besarabia y el norte de Bukovina, proclamando que este territorio anteriormente rumano formaría parte de la RSS de Moldavia. Pero al anexar el norte de Bukovina, Stalin había ido un poco más allá de los límites acordados del protocolo secreto.
Después de la firma del Pacto Tripartito por las potencias del Eje Alemania nazi, Japón e Italia, en octubre de 1940, Stalin escribió personalmente a Ribbentrop sobre la posibilidad de firmar un acuerdo sobre una "base permanente" para sus "intereses mutuos". Stalin envió a Mólotov a Berlín para negociar los términos de la asociación de la Unión Soviética con la Alemania nazi y el posible disfrute del botín del pacto. Por orden de Stalin, Mólotov insistió en el interés soviético en Turquía, Bulgaria, Rumania, Hungría, Yugoslavia y Grecia, aunque Stalin había presionado sin éxito personalmente a los líderes turcos para que no firmaran un pacto de asistencia mutua con Gran Bretaña y Francia. Ribbentrop le pidió a Mólotov que firmara otro protocolo secreto con la declaración: "El punto focal de las aspiraciones territoriales de la Unión Soviética probablemente estaría centrado al sur del territorio de la Unión Soviética en dirección al océano Índico". Mólotov afirmó que no podía tomar una "postura definitiva" sobre el asunto sin el consentimiento de Stalin. Stalin no estuvo de acuerdo con el protocolo sugerido, y las negociaciones se rompieron. En respuesta a una propuesta alemana posterior, Stalin declaró que los soviéticos se asociarían al Eje si Alemania realizaba una ejecución hipotecaria en la esfera de influencia soviética. Poco después, Hitler emitió una directiva interna secreta relacionada con su plan para invadir la Unión Soviética.

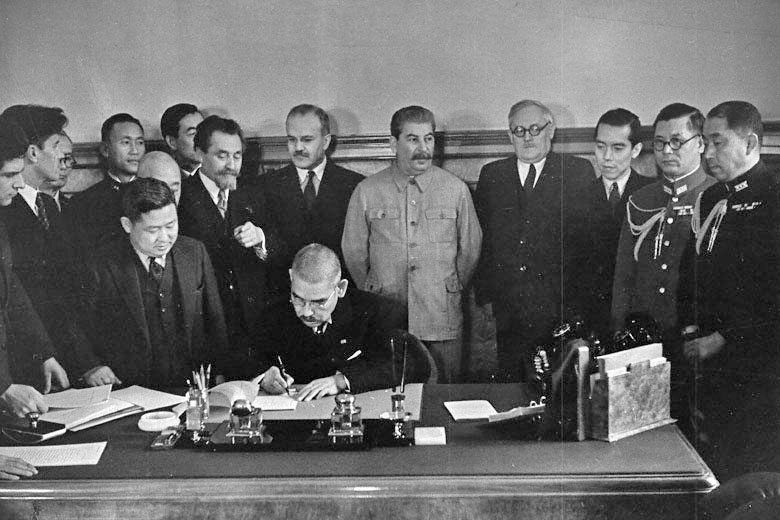
Stalin y Mólotov en la firma del Pacto de Neutralidad Soviética-Japonesa con el Imperio del Japón, 1941

En un esfuerzo por demostrar intenciones pacíficas hacia Alemania, el 13 de abril de 1941, Stalin supervisó la firma de un pacto de neutralidad con Japón. Desde el Tratado de Portsmouth, el Imperio ruso había estado compitiendo con Japón por esferas de influencia en el Lejano Oriente, donde había un vacío de poder con el colapso de la China imperial. Aunque similar al Pacto Mólotov-Ribbentrop con el Tercer Reich, esa Unión Soviética firmó el Pacto de Neutralidad Soviética-Japonesa con el Imperio de Japón, para mantener el interés nacional de la esfera de influencia soviética en el continente europeo, así como la conquista del Lejano Oriente, mientras que entre los pocos países en el mundo reconoce diplomáticamente a Manchukuo, y permitió el aumento de la invasión alemana en Europa y la agresión japonesa en Asia, pero la derrota japonesa de la Batalla de Jaljin Gol fue el factor forzoso para el asentamiento temporal antes de la invasión soviética de Manchuria en 1945 como resultado de la Conferencia de Yalta. Si bien Stalin tenía poca fe en el compromiso de Japón con la neutralidad, sintió que el pacto era importante por su simbolismo político, para reforzar el afecto público por Alemania, antes de la confrontación militar cuando Hitler controlaba Europa occidental y para que la Unión Soviética tome el control de Europa del Este. Stalin sintió que había una creciente división en los círculos alemanes sobre si Alemania debería iniciar una guerra con la Unión Soviética, aunque Stalin no estaba al tanto de la traición y la ambición militar desmesurada de Hitler.

## Invasión de la Unión Soviética por la Alemania nazi
Durante la madrugada del 22 de junio de 1941, Hitler traicionó el pacto al lanzar la Operación Barbarroja, la invasión del Eje de los territorios controlados por los soviéticos y la Unión Soviética que inició la guerra en el Frente Oriental. Antes de la invasión, Stalin pensó que Alemania no atacaría la Unión Soviética hasta que Alemania hubiese derrotado al Reino Unido. Al mismo tiempo, los generales soviéticos advirtieron a Stalin de que Alemania tenía fuerzas concentradas en sus fronteras. Dos espías soviéticos de alto rango en Alemania, "Starshiná" y "Korsikanets", habían enviado docenas de informes a Moscú que contenían pruebas de la preparación para un ataque alemán. Más advertencias vinieron de Richard Sorge, un espía soviético en Tokio, trabajando de manera encubierta como un periodista alemán que había penetrado profundamente en la embajada alemana en Tokio al seducir a la esposa del general Eugen Ott, el embajador alemán en Japón.

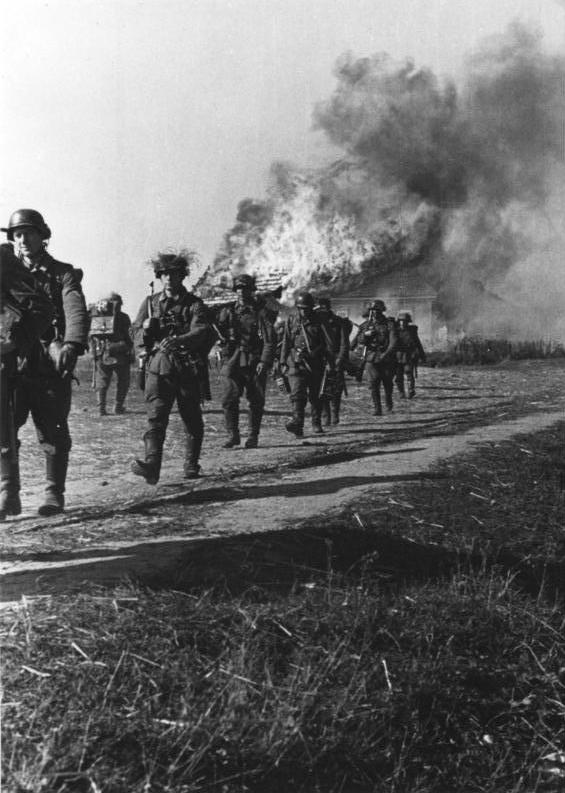
Los soldados alemanes marchan junto a una casa en llamas en la Ucrania soviética, octubre de 1941.

Siete días antes de la invasión, un espía soviético en Berlín, que formaba parte de la red de espías Orquesta Roja, advirtió a Stalin de los movimientos de las divisiones alemanas hacia las fronteras que se disponían atacar a la Unión Soviética. Cinco días antes del ataque, Stalin recibió un informe de un espía en el Ministerio de Aire alemán que "todos los preparativos de Alemania para un ataque armado a la Unión Soviética se han completado, y se puede esperar el golpe en cualquier momento". Mientras tanto, Stalin escribió a Lavrenti Beria, el Comisario del Pueblo para la Seguridad del Estado (NKVD), "puedes enviar tu 'fuente' desde la sede de la aviación alemana a su madre. Esto no es una 'fuente' sino un desinformador ". Aunque Stalin aumentó las fuerzas de la frontera occidental soviética a 2,7 millones de hombres y les ordenó que esperaran una posible invasión alemana, no ordenó una movilización de fuerzas a gran escala para prepararse para un ataque. Stalin sintió que una movilización podría provocar a Hitler para comenzar a librar prematuramente una guerra contra la Unión Soviética, que Stalin quería retrasar hasta 1942 para fortalecer las fuerzas soviéticas.
Víktor Suvórov sugirió que Stalin había hecho preparativos agresivos a partir de finales de la década de 1930 y se estaba preparando para invadir Alemania en el verano de 1941. Él considera que Hitler evitó que Stalin atacara primero y que la invasión alemana fue en esencia un ataque preventivo, precisamente como decía Hitler. Esta teoría es compartida por los historiadores rusos Mijaíl Meltiujov (La oportunidad perdida de Stalin) e Ígor Búnich, el escritor Edvard Radzinsky (Stalin) y el historiador alemán Joachim Hoffmann. Otros historiadores, especialmente Gabriel Gorodetsky y David Glantz, rechazan esta tesis. El diario del general Fedor von Bock dice que el Abwehr esperaba un ataque soviético contra las fuerzas alemanas en Polonia a más tardar en 1942.
En las primeras horas posteriores al inicio del ataque alemán, Stalin vaciló, queriendo asegurarse de que Hitler aprobara el ataque alemán, en lugar de ser la acción no autorizada de un general rebelde. Las memorias de Nikita Jrushchov y Anastás Mikoyán afirman que, después de la invasión, Stalin se retiró a su dacha en la desesperación durante varios días y no participó en las decisiones de liderazgo. Pero, algunas pruebas documentales de órdenes dadas por Stalin contradicen estas manifestaciones, lo que lleva a los historiadores como Roberts a especular que la información de Jrushchov es inexacta y tendenciosa.
Stalin pronto se convirtió en mariscal de la Unión Soviética, el rango militar más alto del país y Comandante en Jefe Supremo de las Fuerzas Armadas Soviéticas, además de ser el Primer Ministro y Secretario General del Partido Comunista de la Unión Soviética que lo convirtió en el líder de la nación, así como el Comisario del Pueblo para la Defensa, que es equivalente al Secretario de Guerra de los Estados Unidos en ese momento y el ministro de Defensa del Reino Unido, formaron el Comité de Defensa del Estado para coordinar las operaciones militares con él también como Presidente. Presidió la Stavka, la organización de defensa más alta del país. Mientras tanto, el mariscal Gueorgui Zhúkov fue nombrado para ser el Subcomandante Supremo en Jefe de las Fuerzas Armadas Soviéticas.

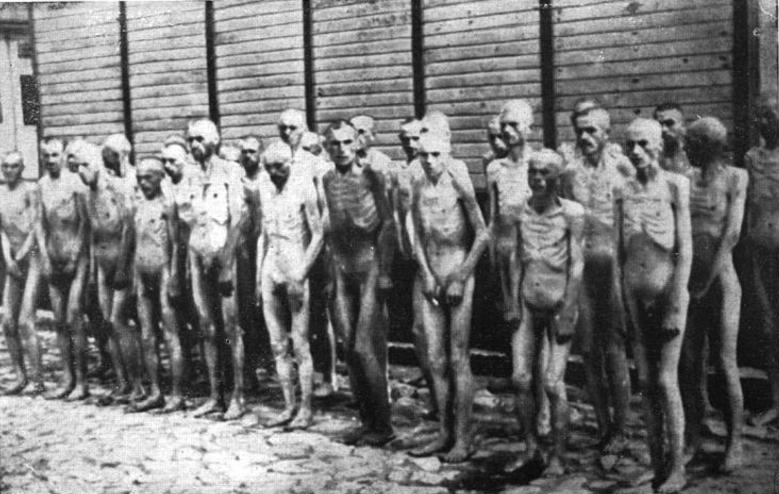
Prisioneros de guerra soviéticos muriendo de hambre en el campo nazi Mauthausen.

En las primeras tres semanas de la invasión, cuando la Unión Soviética intentó defenderse contra los grandes avances alemanes, sufrió 750 000 bajas y perdió 10 000 tanques y 4000 aviones. En julio de 1941, Stalin reorganizó completamente el ejército soviético, poniéndose directamente a cargo de varias organizaciones militares. Esto le dio el control completo de todo el esfuerzo de guerra de su país; Más control que cualquier otro líder en toda la Segunda Guerra Mundial.
Pronto surgió un patrón donde Stalin abrazó la estrategia del Ejército Rojo de llevar a cabo múltiples ofensivas, mientras que los alemanes superaron cada uno de los pequeños terrenos recién ganados resultantes, que causaron graves bajas a los soviéticos. El ejemplo más notable de esto fue la batalla de Kiev, donde más de 600 000 soldados soviéticos fueron asesinados, capturados o desaparecidos rápida y brutalmente por los nazis.
Para fines de 1941, los militares soviéticos habían sufrido 4,3 millones de bajas y los alemanes habían capturado a 3,0 millones de prisioneros soviéticos, de los cuales 2.0 millones murieron en cautiverio alemán en febrero de 1942. Las fuerzas alemanas habían avanzado c. 1700 kilómetros, y mantuvo un frente medido linealmente de 3000 kilómetros. El Ejército Rojo opuso una feroz resistencia durante las primeras etapas de la guerra. Aun así, según Glantz, estaban plagados de una doctrina de defensa ineficaz contra fuerzas alemanas bien entrenadas y experimentadas, a pesar de poseer algunos equipos soviéticos modernos, como los tanques KV-1 y T-34.

## El Ejército Rojo detiene a la Wehrmacht
Mientras los alemanes hicieron enormes avances en 1941, matando sin piedad a millones de soldados soviéticos, siguiendo la dirección de Stalin, el Ejército Rojo dirigió importantes recursos para evitar que los alemanes lograran uno de sus objetivos estratégicos clave, el intento de captura de Leningrado. Ocuparon la ciudad a costa de más de un millón de soldados soviéticos en la región y más de un millón de civiles, muchos de los cuales murieron de hambre.
Mientras los alemanes avanzaban, Stalin confiaba en una eventual victoria aliada sobre Alemania. En septiembre de 1941, Stalin dijo a los diplomáticos británicos que quería dos acuerdos: (1) un pacto de asistencia mutua y (2) un reconocimiento de que, después de la guerra, la Unión Soviética obtendría los territorios en los países que había tomado de conformidad con su división de Europa del Este con Hitler en el Pacto Mólotov-Ribbentrop. Los británicos aceptaron la asistencia, pero se negaron a aceptar los beneficios territoriales, que Stalin aceptó meses después, ya que la situación militar se había deteriorado un poco a mediados de 1942. En noviembre de 1941, Stalin reunió a sus generales en un discurso clandestino en Moscú, diciéndoles que el bombardeo alemán fallaría debido a las debilidades en la retaguardia alemana en la Europa ocupada por los nazis y la subestimación de la verdadera fuerza del Ejército Rojo, y que el esfuerzo de guerra alemán se derrumbaría contra el "motor de guerra" anglo-estadounidense-soviético. El 6 de noviembre de 1941, Stalin se dirigió a la Unión Soviética por segunda vez (la primera fue el 2 de julio de 1941).
Al calcular correctamente que Hitler dirigiría los esfuerzos para capturar Moscú, Stalin concentró sus fuerzas para defender la ciudad, incluidas numerosas divisiones transferidas desde los sectores orientales soviéticos después de que determinó que Japón no intentaría un ataque en esas áreas. En diciembre, las tropas de Hitler habían avanzado a menos de 25 kilómetros (16 millas) del Kremlin de Moscú. El 5 de diciembre, los soviéticos lanzaron una contraofensiva, haciendo retroceder a las tropas alemanas c. A 80 kilómetros (50 millas) de Moscú, en lo que fue la primera gran derrota de la Wehrmacht en la guerra.

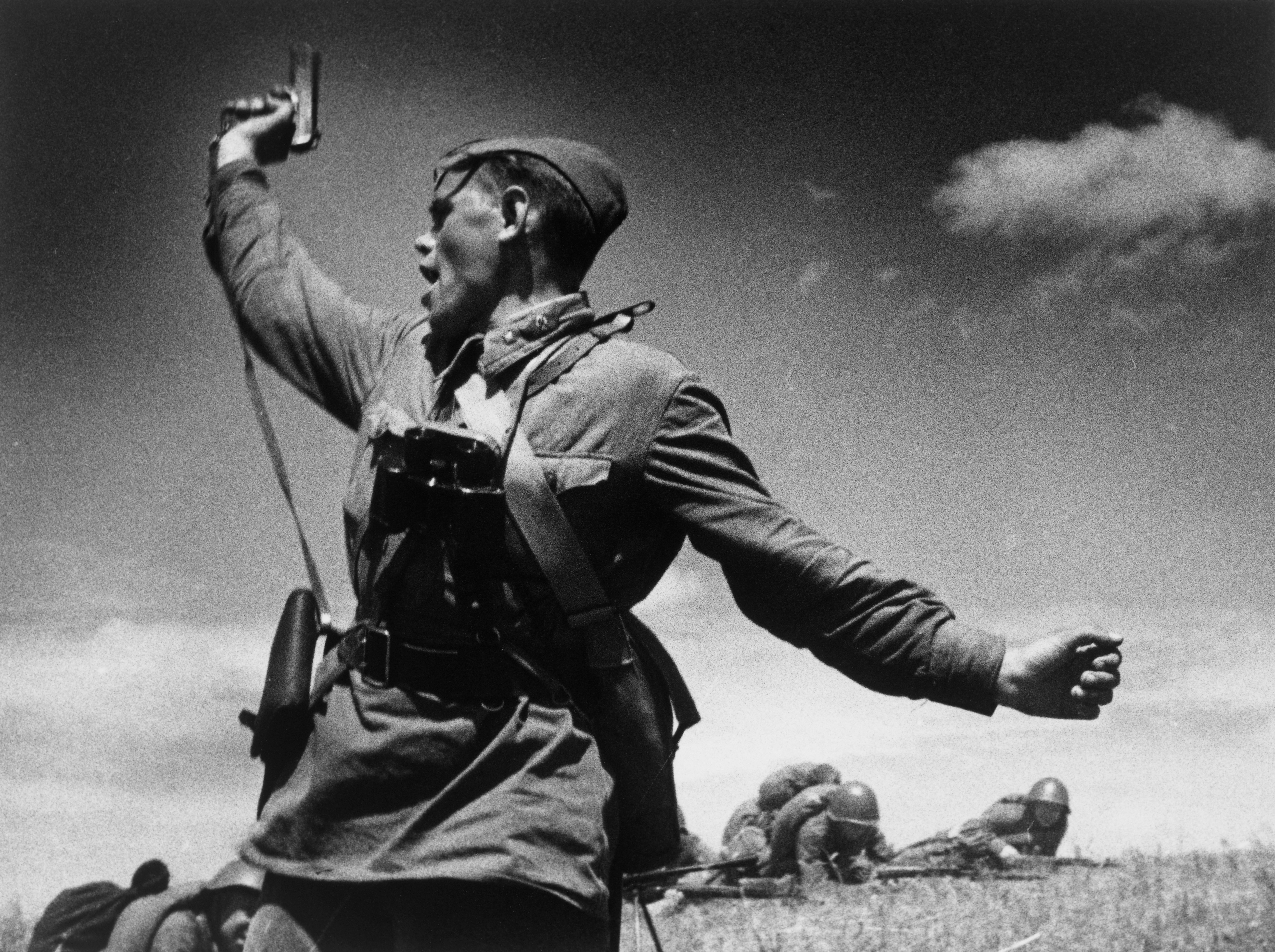
Foto Kombat de Maks Álpert de un oficial soviético (se cree que es el ucraniano Oleksiy Yerémenko) llevando a sus soldados a la batalla contra el ejército alemán, el 12 de julio de 1942, en la Ucrania soviética.

A principios de 1942, los soviéticos comenzaron una serie de ofensivas llamadas "Las primeras ofensivas estratégicas de Stalin". La contraofensiva se empantanó, en parte debido al lodo de la lluvia en la primavera de 1942. El intento de Stalin de retomar Járkov en Ucrania terminó en el desastroso cerco de las fuerzas soviéticas, con más de 200 000 bajas soviéticas sufridas. Stalin atacó la competencia de los generales involucrados. El general Gueorgui Zhúkov y otros revelaron posteriormente que algunos de esos generales habían deseado permanecer en una postura defensiva en la región, pero Stalin y otros habían impulsado la ofensiva. Algunos historiadores han dudado de la historia de Zhúkov.

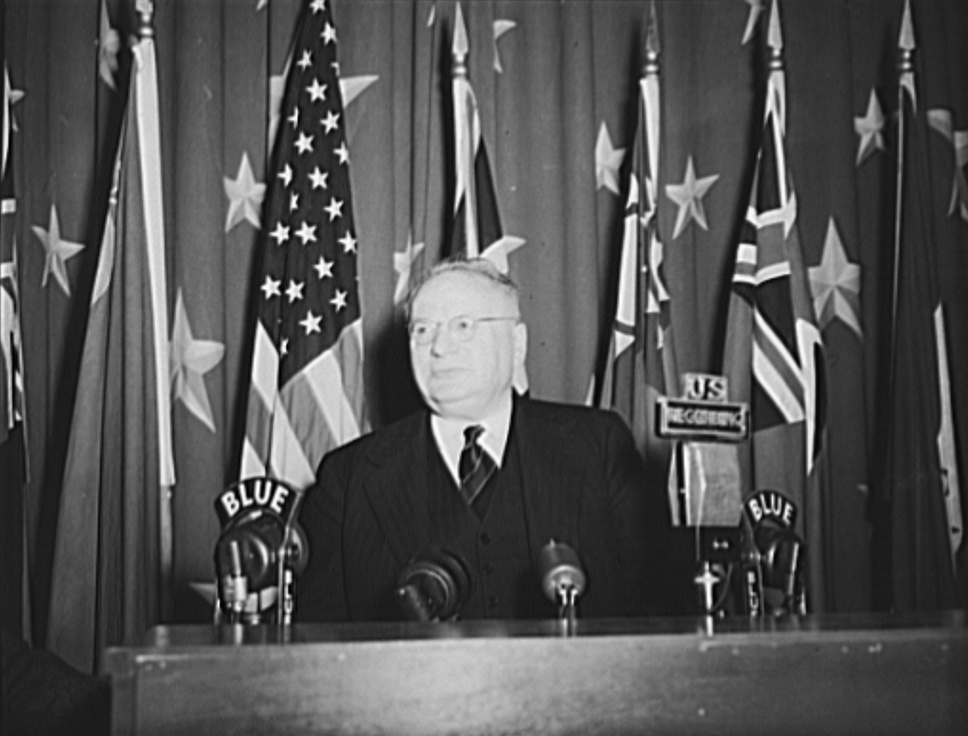
Maksim Litvínov, el Comisario del Pueblo de Asuntos Exteriores entre el 21 de julio de 1930 y el 3 de mayo de 1939.

Al mismo tiempo, Hitler estaba preocupado por el apoyo popular estadounidense después de la entrada de los EE. UU. En la guerra tras el Ataque a Pearl Harbor y una posible invasión angloamericana en el Frente Occidental en 1942 (que no ocurrió hasta el verano de 1944). Cambió su objetivo principal de una victoria inmediata en el Este, al objetivo a más largo plazo de asegurar la Unión Soviética del sur para proteger los campos petroleros vitales para el esfuerzo de guerra alemán a largo plazo. Mientras los generales del Ejército Rojo juzgaban correctamente la evidencia de que Hitler cambiaría sus esfuerzos hacia el sur, Stalin pensó que era un movimiento de flanqueo en el intento alemán de tomar Moscú.
La campaña de Alemania para invadir el sur de la URSS comenzó con un esfuerzo por capturar la Crimea, que terminó en un desastre para el Ejército Rojo. Stalin criticó públicamente el liderazgo de sus generales. En sus campañas en el sur, los alemanes tomaron 625 000 prisioneros del Ejército Rojo solo en julio y agosto de 1942. Al mismo tiempo, en una reunión en Moscú, Churchill le dijo a Stalin en privado que los británicos y los estadounidenses aún no estaban preparados para realizar un desembarco anfibio contra una costa francesa fortificada por los nazis en 1942, y dirigirían sus esfuerzos para invadir Alemania por el norte de África. Prometió una campaña de bombardeos estratégicos masivos, para incluir objetivos civiles alemanes.
Estimando que los rusos estaban "terminados", los alemanes comenzaron otra operación en el sur en el otoño de 1942, en la Batalla de Stalingrado. Hitler insistió en dividir las fuerzas alemanas del sur en un sitio simultáneo de Stalingrado y una ofensiva contra Bakú en el Mar Caspio. Stalin ordenó a sus generales que no escatimaran esfuerzos para defender Stalingrado. Aunque los soviéticos sufrieron más de 2 millones de bajas en Stalingrado, su victoria sobre las fuerzas alemanas, incluido el cerco de 290 000 tropas del Eje, marcó un punto de inflexión en la guerra.
Dentro de un año después de la operación Barbarroja, Stalin reabrió las iglesias en la Unión Soviética. Él pudo haber querido motivar a la mayoría de la población que tenía creencias cristianas. Al cambiar la política oficial del partido y del Estado hacia la religión, él podría involucrar a la Iglesia ortodoxa rusa y su clero en la movilización de los esfuerzos de guerra. El 4 de septiembre de 1943, Stalin invitó a los metropolitanos Sergio, Alexy y Nikolái al Kremlin. Propuso restablecer el Patriarcado de Moscú, que había estado suspendido desde 1925, y elegir a un nuevo Patriarca. El 8 de septiembre de 1943, fue elegido el Patriarca Sergio I de Moscú. Una cuento popular relata que la corrección de Stalin siguió una señal que supuestamente él recibió del cielo.

## Losfrontovikío combatientes en la línea del frente
Cerca del 65 % de las divisiones del Ejército Rojo se clasificaron como "divisiones de fusileros" (como las divisiones de infantería se conocían en el Ejército Rojo). En el Ejército Imperial Ruso, las divisiones strelkóvye (fusileros) fueron consideradas más prestigiosas que las divisiones pejótnye (infantería), y en el Ejército Rojo, todas las divisiones de infantería fueron etiquetadas como divisiones strelkóvye. El fusilero soviético era conocido como el que se desplaza peshkom ("a pie") o más frecuentemente como un frontovik (ruso: фронтовик - combatiente en el frente; plural ruso: фронтовики - frontovikí ). El término frontovik era equivalente al término alemán Landser, al estadounidense GI o al británico Tommy Atkins, todos los cuales se referían a soldados en general, ya que el término frontovik se aplicaba solo a los soldados de infantería que luchaban en el frente. Todos los varones sanos de la Unión Soviética eran elegibles para ser reclutados a la edad de 19 años: aquellos que asistían a una universidad o escuela técnica pudieron escapar al reclutamiento, e incluso entonces podían aplazar el servicio militar por un período de 3 meses a un año Los aplazamientos solo podían ofrecerse tres veces. La Unión Soviética comprendía 20 distritos militares, que se correspondían con las fronteras de los óblasts, y se dividían aún más en raiónes (comarcas). Los raiones tenían cuotas asignadas que especificaban el número de hombres que debían aportar al Ejército Rojo cada año. La gran mayoría de los frontovikí habían nacido en la década de 1920 y habían crecido sin saber nada más que el sistema soviético. Todos los años, los hombres recibían avisos por correo informando que debían presentarse en un punto de agrupación, generalmente una escuela local, portando una bolsa o maleta con ropa de repuesto, ropa interior y tabaco. Luego, los reclutas subían a bordo de un tren que los llevaba a un centro de recepción militar donde se les entregaban uniformes, se les realizaba una prueba física, se les afeitaba la cabeza y se les daba un baño de vapor para eliminar piojos. A un soldado típico se le entregaba una bolsa para munición, una capa protectora, una bolsa de ración, una olla para cocinar, una botella de agua y un tubo de identidad que contenía documentos con información personal pertinente.
Durante el entrenamiento, los reclutas se despertaban entre las 5 y las 6 de la mañana. La capacitación duraba de 10 a 12 horas, seis días a la semana. Gran parte de la capacitación se realizó de memoria y consistió en instrucción. Antes de 1941, el entrenamiento duraba seis meses, pero después de la guerra, el entrenamiento se redujo a unas pocas semanas. Después de terminar el entrenamiento, todos los hombres tenían que tomar el Juramento del Ejército Rojo que decía:

Yo______, ciudadano de la Unión de Repúblicas Socialistas Soviéticas, ingresando en las filas del Ejército Rojo de Obreros y Campesinos, presto este juramento y prometo solemnemente ser un luchador honesto, valiente, disciplinado y vigilante, firmemente para proteger a los militares y secretos de estado, y sin cuestionamientos para obedecer todas las regulaciones militares y órdenes de comandantes y superiores.

Prometo concienzudamente estudiar los asuntos militares, en todos los aspectos para proteger los secretos de Estado y la propiedad del Estado, y hasta el último aliento para ser fiel a la gente, a la Patria Soviética y al Gobierno de los Trabajadores y Campesinos.
Siempre estoy preparado por orden del Gobierno de los Trabajadores y Campesinos para defender la defensa de mi Patria, la Unión de Repúblicas Socialistas Soviéticas; y como guerrero del Ejército Rojo de Obreros y Campesinos, prometo defenderlo con valentía, habilidad, dignidad y honor, sin escatimar mi sangre ni mi vida por el logro de la victoria total sobre nuestros enemigos.

Si por mala intención debiera violar esto, mi juramento solemne, entonces permítame que se imponga el severo castigo de la ley soviética y el odio total y el desprecio de las clases trabajadoras.

Las tácticas se basaban en el manual de entrenamiento de 1936 y en la edición revisada de 1942. Los movimientos de pequeñas unidades y la forma de construir posiciones defensivas se establecieron de una manera fácil de entender y memorizar. Los manuales tenían fuerza de ley y las violaciones de los manuales contabilizados como delitos legales. Las tácticas soviéticas siempre tenían a los pelotones atacando de la misma manera, con los pelotones generalmente divididos en cuatro secciones que ocupaban alrededor de 100 yardas en promedio. La única formación compleja fue la formación de diamante - con una sección avanzando, dos detrás y otra en la parte trasera. A diferencia de la Wehrmacht, el Ejército Rojo no participó en el salto de secciones con una sección que proporcionaba apoyo de fuego a las secciones que avanzaban: en su lugar, todas las secciones y los pelotones atacaron en masa. La otra única variación fue que las secciones se "filtraran" en una posición por infiltración.
Cuando se daba la orden Na shturm, marsh! (¡Al asalto, marcha!), la infantería soviética cargaba contra el enemigo mientras gritaba el tradicional grito de batalla ruso, ¡Hurra! (ruso: Ура! - pronunciado Urá, que puede provenir de la palabra turca para matar), cuyo sonido muchos veteranos alemanes encontraron aterrador. Durante la carga, los fusileros disparaban con rifles y ametralladoras mientras lanzaban granadas antes de acercarse para blizhni boy (en ruso : ближний бой- combate cuerpo a cuerpo) en combate cuerpo a cuerpo con pistolas, bayonetas, culatas de rifle, cuchillos, herramientas de excavación y puños, un tipo de combate en el que el Ejército Rojo se destacó. En la defensiva, los frontovikí tenían una reputación por su habilidad para camuflar sus posiciones y por su disciplina en retener el fuego hasta que las fuerzas del Eje estuvieran cerca. Antes de 1941, la doctrina del Ejército Rojo había sido la de abrir fuego al máximo alcance, pero la experiencia les enseñó rápidamente las ventajas de emboscar al enemigo con fuego sorpresa a distancias cercanas desde múltiples posiciones.

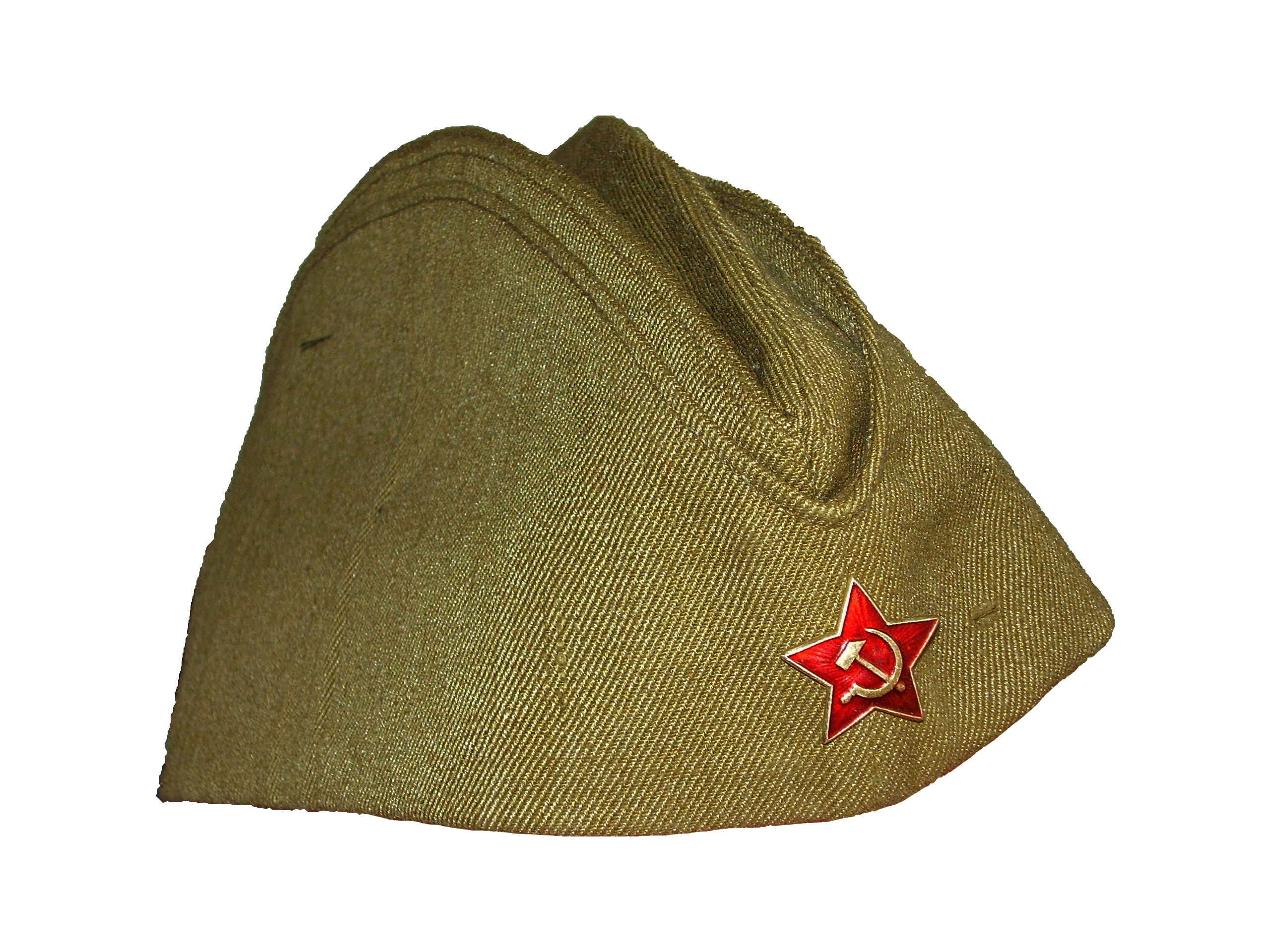
La pilotka usada por los sargentos y soldados del Ejército Rojo.

El frontovik se refiere al típico hombre joven que durante la guerra era un soviético de 19 a 24 años de edad con una altura promedio de 5 pies y 6 pulgadas (1.68 m). La mayoría de los hombres se afeitaban calvos para prevenir los piojos y los pocos que dejaron crecer su cabello lo mantuvieron muy corto. El historiador estadounidense Gordon Rottman describe los uniformes como "simples y funcionales". En combate, los hombres llevaban cascos de color marrón oliva o la pilotka (gorra lateral). Los oficiales usaban un shlem (casco) o una furazhka (ruso: фуражка - gorra de plato), una gorra de servicio redonda con una visera negra y una estrella roja. Rottman describió las armas soviéticas como las "conocidas por su simplicidad, robustez y confiabilidad general". El rifle estándar, un Mosin-Nagant de 7,62 mm M 1891/30, aunque pesado, era un arma efectiva que, de manera crucial, no se vio afectada por el frío. Cada sección del rifle tenía una o dos ametralladoras ligeras Degtyariov DP de 7.62 mm para proporcionar soporte contra incendios. En 1944, uno de cada cuatro frontovikí estaba armado con un PPSh-41 de 7.62 mm (Pistolet-pulemiot Shpáguina - Shpagin machine pistol), un tipo de ametralladora conocida como "arma robusta y confiable", aunque con poco poder.

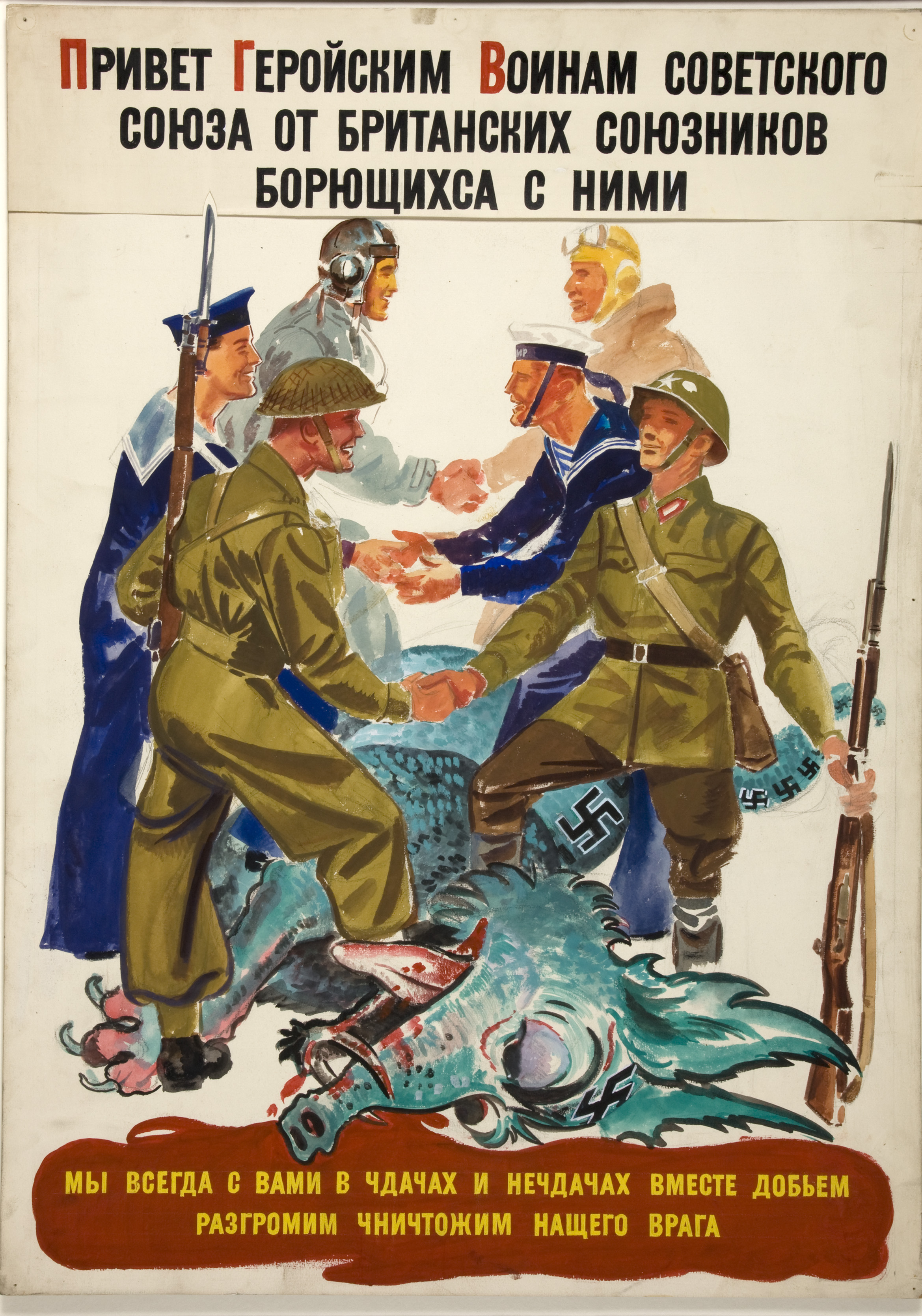
Soldados soviéticos y británicos sobre cuerpo de dragón esvástico

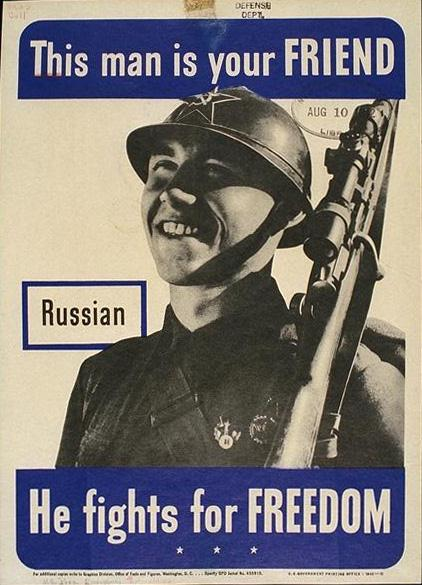
Póster del gobierno de los Estados Unidos que muestra a un soldado amistoso del Ejército Rojo, 1942

El frontovik usualmente llevaba todo lo que tenía en una bolsa simple. La mayoría de los frontovikí tenían un paket perevyázochny (пакет перевязочный - paquete de vendaje para heridas), una navaja de afeitar, una pala y los muy afortunados tenían una toalla y un cepillo de dientes. La pasta de dientes, el champú y el jabón eran extremadamente raros. Por lo general, se usaban palos con extremos masticados para cepillar los dientes. Se excavaron pozos de letrina, ya que los baños portátiles eran raros en el Ejército Rojo. Los soldados frecuentemente dormían al aire libre, incluso durante el invierno. La comida era pésima y, por lo general, a menudo escaseaba, sobre todo entre 1941 y 1942. Los frontovikí detestaban a las tropas del servicio de retaguardia que no enfrentaban los peligros del combate como krysy (plural ruso: крысы - ratas; singular ruso: крыса o krysa).
El frontovik vivía con una dieta de pan de centeno negro; carnes enlatadas llamadas tushonka (carne guisada enlatada) o latas de pescado; shchi (sopa de col) y kasha (cereales cocidos) ". Kasha y shchi eran tan comunes que un dicho popular en el Ejército Rojo rezaba "shchi da kasha, pischa nasha" ("schchi y kasha son nuestro alimento"). El chai (en ruso: чай - té caliente con azúcar) fue una bebida muy popular, junto con la cerveza y el vodka. La majorka (en ruso: махорка - nicotiana rústica), un tipo de tabaco barato para liar cigarrillos a mano, era el estándar para fumar.
Rottmann describe la atención médica como "marginal". La escasez de médicos, equipos médicos y medicamentos significaba que los heridos moderados y graves a menudo morían, generalmente con un dolor inmenso. La morfina era desconocida en el Ejército Rojo. La mayoría de los soldados del Ejército Rojo no habían recibido vacunas preventivas, y las enfermedades se convirtieron en problemas importantes: con la malaria, neumonía, difteria, tuberculosis, el tifus, disentería y meningitis, en particular los hombres del Ejército Rojo que enferman regularmente. En el invierno, la congelación a menudo enviaba soldados al sistema médico, mientras que en la primavera y el otoño las lluvias convertían la pata de zanja en una dolencia común. Los frontovikí tenían un día de paga al mes, pero a menudo no recibían su salario. Todos los soldados estaban exentos de impuestos. En 1943, se pagaba a un soldado 600 rublos al mes, a un cabo 1000 rublos, a un sargento júnior (en ruso: младший сержант) 2000 rublos y a un sargento 3000 rublos. La paga especial se acumulaba a los que servían en unidades de guardias, tanques y unidades antitanque, a los paracaidistas y a los condecorados por su valentía en combate. Aquellas unidades que se distinguieron grandemente en combate tenían el prefijo Gvardeyski (en ruso: Гвардейский, es decir de la Guardia soviética) antepuesto al título de la unidad, un título de gran respeto y honor que trajo mejores salarios y raciones. (En el Ejército Imperial Ruso, los regimientos de Guardias Imperiales eran considerados de élite como, por ejemplo, el Regimiento de la Guardia Preobrazhenski. Actualmente en Rusia el título Gvardeyski de una unidad militar aún tiene connotaciones prestigiosas).
La disciplina era dura y los hombres podían ser ejecutados por deserción, traición, cobardía, rendirse, retirarse sin órdenes y ordenar un retiro sin órdenes. Para mantener la moral, los hombres a menudo se entretenían con películas que se mostraban en pantallas al aire libre, junto con grupos de música musical, cantando y bailando. La balalaika, considerada como un "instrumento nacional" ruso, aparece a menudo como parte del entretenimiento. El gobierno soviético sostuvo que esencialmente el sexo no existía, y ninguna publicación oficial hizo ninguna referencia a asuntos sexuales. Después de que los alemanes ahorcaran a la heroína de 16 años Zoya Kosmodemiánskaya (29 de noviembre de 1941), la foto de su cadáver causó sensación cuando se publicó a principios de 1942 ya que estaba en topless, lo que les aseguró que la foto atrajera un gran interés. A diferencia de los ejércitos alemán y francés, y la mayoría de ejércitos regulares de la época, el Ejército Rojo no tenía un sistema de prostitución y burdeles de campo y los frontovikí no recibían condones como los hombres en los ejércitos británico y estadounidense. Las enfermedades venéreas eran un problema importante y los soldados afectados eran severamente castigados si se descubrían. Las violaciones generalizadas cometidas por el Ejército Rojo al ingresar a la Alemania nazi tenían poco que ver con el deseo sexual, pero eran actos de poder, en palabras de Rottman, "la forma más básica de venganza y humillación que los soldados podían infligir a los nazis".. Era una práctica común para los oficiales al tomar "esposas de campaña" o PPZh (en ruso: походно-полевые жёны (ППЖ), pojodno-polevýie zhony - 'esposas de campaña'). Un oficial podría "adoptar" a una mujer civil como su "esposa de campaña"; tales mujeres a menudo ingresaban en las listas de la unidad para que pudieran recibir la paga. Las "esposas de campaña" eran a menudo enfermeras, comunicadoras y empleadas que vestían una boina negra. A pesar de ser obligadas a convertirse en concubinas de los oficiales, algunas "esposas de campaña" veían en el intercambio de sexo un medio para ocupar posiciones más favorables. El escritor Vasili Grossman registró comentarios típicos sobre las "esposas de campaña" en 1942: "¿Dónde está el general?" [alguien pregunta]. "Durmiendo con su puta", y estas chicas una vez quisieron ser 'Tanya', o Zoya Kosmodemiánskaya".
Los frontovikí tenían que vivir, luchar y morir en pequeños pozos circulares excavados en la tierra con espacio suficiente para uno o dos hombres. Las trincheras de hendidura conectaban lo que los alemanes llamaban "agujeros rusos". Por lo general, a los soldados no se les entregaban mantas ni sacos de dormir, ni siquiera en el invierno. En cambio, los frontovikí dormían con sus abrigos y capas de abrigo puestos, generalmente sobre troncos de pino, agujas de hoja perenne, ramas de abeto, hojas apiladas o paja. En el invierno, la temperatura podría bajar hasta -60 °F (-50 °C), por lo que el General Moroz (General Frío) era tan enemigo como los alemanes. La primavera comenzaba en abril y con ella llegaban las lluvias y el deshielo, convirtiendo los campos de batalla en un pantano fangoso. Los veranos fueron polvorientos y calurosos, mientras que con el otoño llegaba la raspútitsa (tiempo sin carreteras), ya que las fuertes lluvias otoñales convertían los campos de batalla en pantanos fangosos que hacían que las lluvias de la primavera parecieran moderadas en comparación con las de otoño.
La Unión Soviética estaba compuesta por más de 150 grupos étnicos diferentes, constituyendo los rusos aproximadamente la mitad de la población del país. Por esta razón también constituían la mayoría en el Ejército Rojo (y la mayoría de los muertos a manos de los nazis), siendo el ruso el idioma de mando. El Ejército Rojo tenía muy pocas unidades étnicas, ya que la política era una de las mujeres (ruso: слияние, 'fusión') en la que 
los hombres de los grupos no rusos eran asignados a unidades con mayorías rusas. Las pocas excepciones a esta regla incluían a las unidades cosacas y las tropas de las repúblicas bálticas de Estonia, Letonia y Lituania, que sin embargo eran pocas en número. La experiencia del combate tendió a unir a los hombres independientemente de su idioma u origen étnico, y un veterano soviético recordó: "Todos estábamos sangrando la misma sangre". A pesar de existir cierto antisemitismo en la Unión Soviética, los veteranos judíos que sirvieron en las unidades de los frontovikí describieron el antisemitismo como algo muy raro en el frente, en su lugar recordaban un gran sentido de pertenencia. Durante los primeros seis meses de la Operación Barbarroja, la Wehrmacht y las SS tuvieron la política de disparar a todos los comisarios políticos. Los judíos que formaban parte del Ejército Rojo y que fueron tomados prisioneros por las fuerzas alemanas también recibieron poca atención. Durante la guerra, las autoridades soviéticas suavizaron la propaganda pro ateísta y los sacerdotes ortodoxos orientales bendijeron a las unidades que iban a la batalla, aunque no se permitían capellanes. A los musulmanes de Asia Central, el Cáucaso, el Volga y la Crimea, se les permitía practicar su religión de manera discreta, aunque, al igual que con los ortodoxos orientales, no se permitían capellanes. La mayoría de los soldados llevaban talismanes afortunados. A pesar del ateísmo soviético oficial, muchos soldados usaron cruces prendidas de sus cuellos y se santiguaban a la manera ortodoxa oriental tradicional antes de ir a la batalla. La historiadora británica Catherine Merridale interpreta estas acciones como gestos más bien "totémicos", destinados a garantizar la buena suerte en lugar de expresiones de una Fe "real". Uno de los talismanes más populares fue el poema Espérame de Konstantín Símonov, escrito en octubre de 1941 para su novia Valentina Serova. La popularidad de Espérame fue tal que muchos soldados en el Ejército Rojo sabían el poema de memoria, y llevaban una copia del mismo junto a las fotografías de sus novias o esposas, como testimonio de su deseo de regresar con sus seres queridos.
El "trabajo político" realizado por los politrúks (ruso: политический руководитель o политрук - dirigente político) y los comisarios políticos tomaba gran parte del tiempo libre de los soldados, ya que al menos una hora cada día se dedicaba al adoctrinamiento político en el comunismo para los soldados que no participaban en el combate. El apelativo "nazi", derivado del nombre del Partido Nacionalsocialista Obrero Alemán, nunca se usó para describir al enemigo. Así los politrúks y comisarios pudieron evitar dar explicaciones de por qué el enemigo se denominaba a sí mismo como nacionalista, socialista y obrero, lo cual podría resultar demasiado confuso para los frontovikí. Los términos preferidos para señalar al enemigo eran "fascistas", guítlerovtsy o guítlerovskiye (hitlerianos), nemtsy o nemétskiye (alemanes, en modo algo despectivo) y guermantsy o guermánskiye (germanos).
Los comisarios tenían el deber de vigilar a los oficiales del Ejército Rojo en busca de cualquier señal de deslealtad, y mantenían una red de informadores conocidos como seksóts (ruso: секретный сотрудник o сексот; en plural, сексоты - colaboradores secretos) dentro de las filas. En octubre de 1942, el sistema de comando dual, que se remonta a la guerra civil rusa, y en el que los oficiales compartían la autoridad con los comisarios políticos, fue abolido; de allí en adelante, solo los oficiales tenían el poder de mando Muchos comisarios después del ukaz n.º 307 del 9 de octubre de 1942 del Presídium de las Fuerzas Armadas de la URSS, por el que suprimían los comisarios políticos, se sorprendieron al descubrir cuánto los odiaban los oficiales y los hombres. Los comisarios ahora se convierten en politrúks o comandantes adjuntos para asuntos políticos.
Los politrúks ya no tenían el poder de mando, pero aún evaluaban a los oficiales y hombres por su lealtad política, realizaban adoctrinamiento político y tenían el poder de ordenar ejecuciones sumarias de cualquier persona sospechosa de cobardía o traición. Dichas ejecuciones se conocían bajo eufemismos como dévyat gramm (nueve gramos, una referencia al peso de una bala), pustit v rasjod (gastar a alguien) o vyshka (una forma acortada de výsshaya mera nakazániya- pena máxima). A pesar de estos temibles poderes, muchos de los frontovikí solían despreciar abiertamente a los politrúks si se los sometía a conferencias aburridas excesivamente largas sobre los puntos más sutiles del marxismo-leninismo, y los oficiales tendían a ganar conflictos con los politrúks cuando el mérito militar comenzaba a contar. Más en la Gran Guerra Patria que hizo el celo político. Las relaciones entre los oficiales y los hombres eran generalmente buenas, con los oficiales subalternos en particular vistos como sorátniki (camaradas de armas) ya que vivían en las mismas condiciones y enfrentaban los mismos peligros que los frontovikí. Por lo general, los oficiales solo tenían una educación secundaria (muy pocos habían ido a la universidad) y, al provenir del mismo entorno social que sus hombres, se aseguraban de que pudieran relacionarse con ellos. Los frontovikí usualmente se dirigían a sus comandantes de compañía como Batya (padre).

## Empuje soviético a Alemania

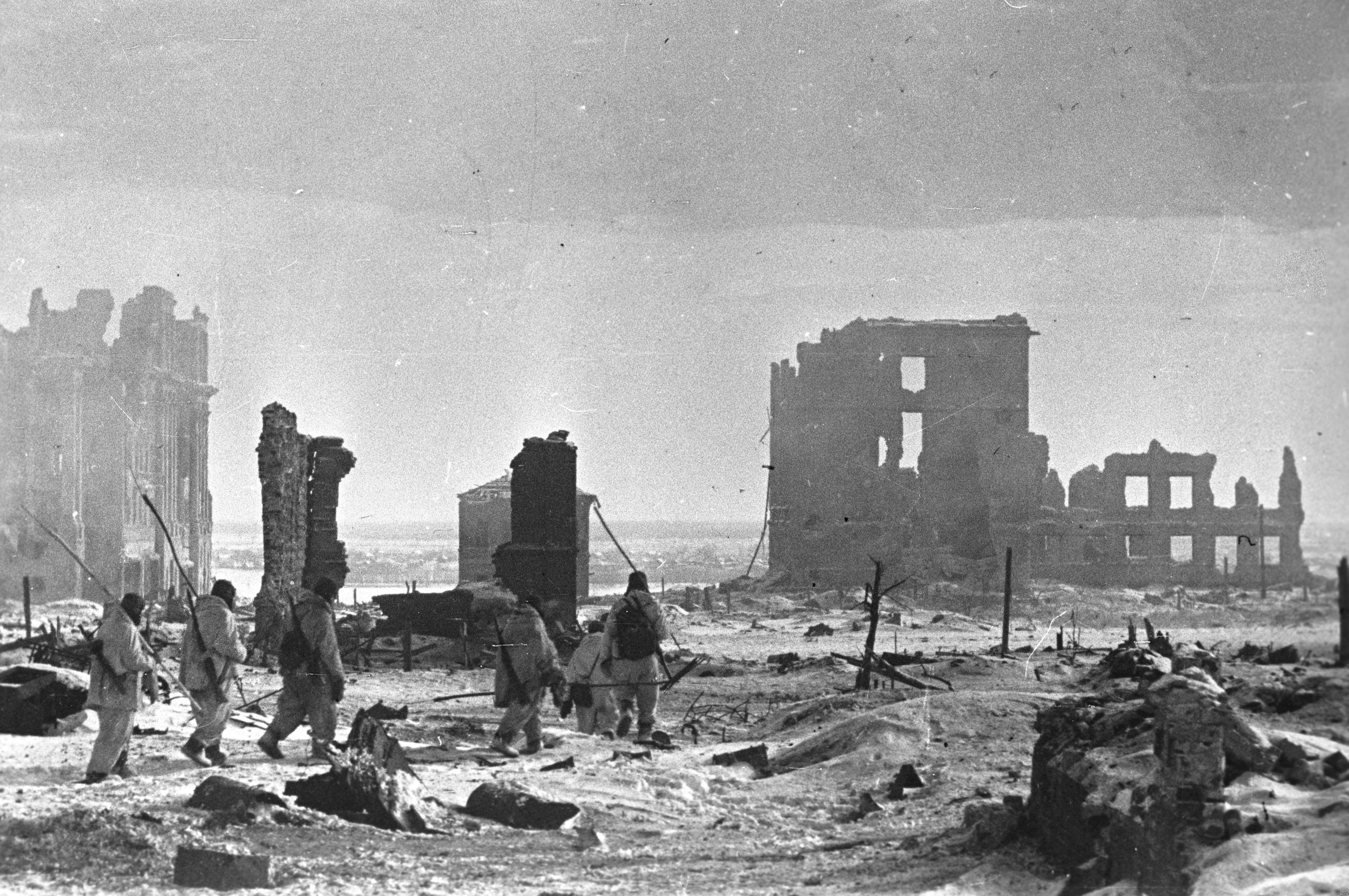
El centro de Stalingrado después de la liberación en 1943.

Los soviéticos rechazaron la importante campaña estratégica del sur de Alemania y, aunque se sufrieron 2.5 millones de bajas soviéticas en ese esfuerzo, permitió a los soviéticos tomar la ofensiva durante la mayor parte del resto de la guerra en el frente oriental.

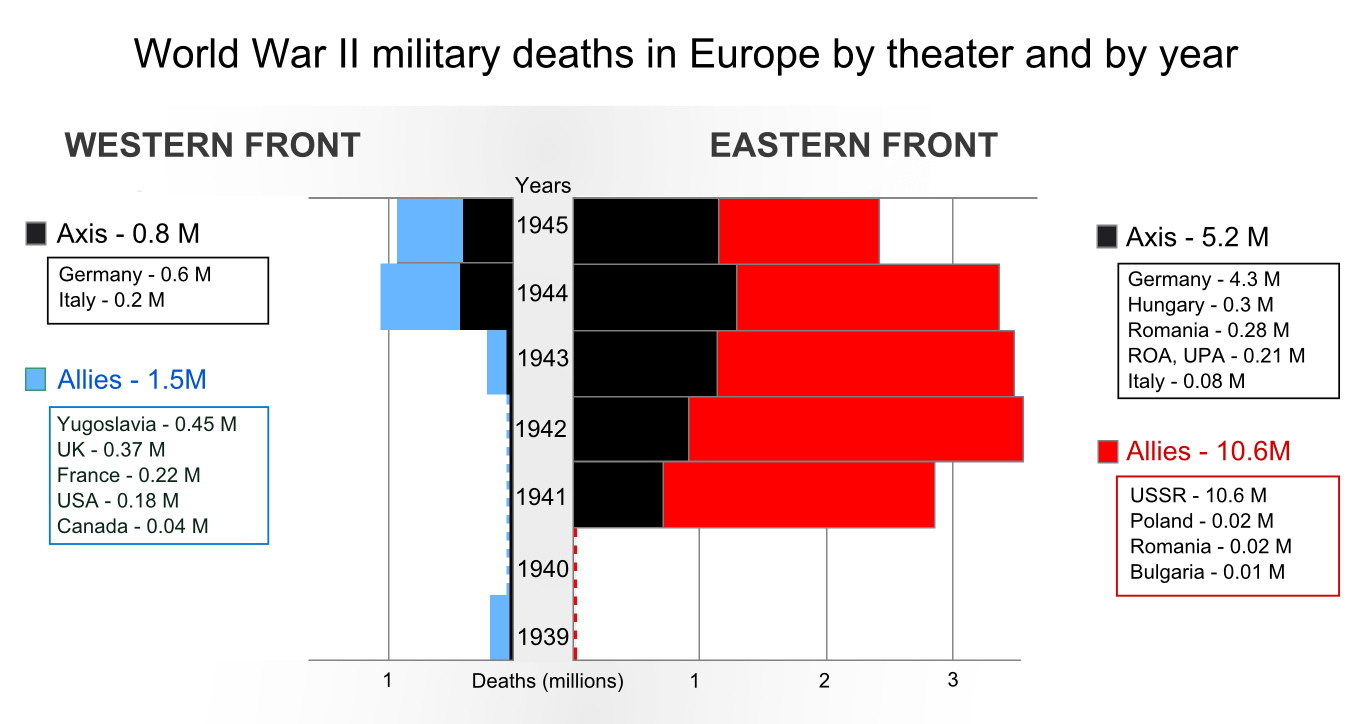
Muertes militares de la Segunda Guerra Mundial en Europa por lugar y por año. Las fuerzas armadas alemanas sufrieron el 80 % de sus muertes militares en el Frente Oriental gracias a la Unión Soviética.

Stalin le dijo personalmente a un general polaco que solicitaba información sobre los oficiales polacos desaparecidos que todos los polacos habían sido liberados, y que no todos podían ser contados porque los soviéticos "perdieron la pista" de ellos en Manchuria. Después de que los trabajadores ferroviarios polacos encontraran la fosa común de la Masacre de Katyn, los nazis utilizaron la masacre para intentar abrir una brecha y división entre Stalin y los aliados occidentales, incluyendo traer una comisión europea de investigadores de doce países para examinar las tumbas. En 1943, mientras los soviéticos se preparaban para volver a tomar Polonia, el ministro de propaganda nazi Joseph Goebbels correctamente adivinó que Stalin intentaría afirmar que fueron los alemanes los que masacraron a las víctimas. Como lo predijo Goebbels, los soviéticos tenían una "comisión" para investigar el asunto, concluyendo que los alemanes habían matado a los prisioneros de guerra. Los soviéticos no admitieron responsabilidad hasta 1990.
En 1943, Stalin cedió el pedido de sus generales de que la Unión Soviética tomara una postura defensiva debido a las decepcionantes pérdidas después de la Batalla de Stalingrado, la falta de reservas para medidas ofensivas y la predicción de que los alemanes probablemente atacarían una protuberancia en el frente soviético en Kursk tal que las preparaciones defensivas allí utilizarían más eficientemente los recursos. Los alemanes intentaron un ataque de cerco en Kursk, que fue rechazado con éxito por los soviéticos después de que Hitler cancelara la ofensiva, en parte, debido a la invasión aliada de Sicilia, aunque los soviéticos sufrieron más de 800 000 bajas. La Batalla de Kursk también marcó el comienzo de un período en el que Stalin se mostró más dispuesto a escuchar los consejos de sus generales.
A finales de 1943, los soviéticos ocuparon la mitad del territorio tomado por los alemanes de 1941–42. La producción industrial militar soviética también había aumentado sustancialmente desde fines de 1941 hasta principios de 1943, luego de que Stalin había trasladado las fábricas al este del frente, a salvo de la invasión alemana y los ataques aéreos. La estrategia dio sus frutos, ya que dichos aumentos industriales pudieron ocurrir incluso cuando los alemanes a fines de 1942 ocuparon más de la mitad de la Rusia europea, incluido el 40 por ciento (80 millones) de su población, y aproximadamente 2 500 000 kilómetros cuadrados (965 000 mi. cuadradas) del territorio soviético. Los soviéticos también se habían preparado para la guerra durante más de una década, incluida la preparación de 14 millones de civiles con algún entrenamiento militar. En consecuencia, mientras que casi todos los 5 millones de hombres originales del ejército soviético habían sido eliminados a fines de 1941, los militares soviéticos habían aumentado a 8 millones de miembros para fines de ese año. A pesar de las pérdidas sustanciales en 1942, muy por encima de las pérdidas alemanas, el tamaño del Ejército Rojo creció aún más, a 11 millones. Si bien hay un debate sustancial sobre si Stalin ayudó o dificultó estos esfuerzos industriales y de mano de obra, dejó la mayoría de las decisiones de gestión de tiempos de guerra en manos de sus expertos económicos. Mientras que algunos eruditos afirman que la evidencia sugiere que Stalin consideró e incluso intentó negociar la paz con Alemania en 1941 y 1942, otros encuentran que esta evidencia no es convincente e incluso está inventada.

Avances soviéticos del 1 de agosto de 1943 al 31 de diciembre de 1944:
hasta el 1 de diciembre de 1943;
hasta el 30 de abril de 1944;
hasta el 19 de agosto de 1944;
hasta el 30 de agosto de 1944;
hasta el 31 de diciembre de 1944.

En noviembre de 1943, Stalin se reunió con Churchill y Roosevelt en la Conferencia de Teherán. Roosevelt le dijo a Stalin que esperaba que Gran Bretaña y Estados Unidos abrieran un segundo frente contra Alemania que inicialmente pudiera atraer entre 30 y 40 divisiones alemanas del Frente Oriental. Stalin y Roosevelt, en efecto, se juntaron con Churchill enfatizando la importancia de una invasión a través del canal en el norte de Francia bajo control alemán, mientras que Churchill siempre había sentido que Alemania era más vulnerable en el "bajo vientre" de Italia (que los aliados ya habían invadido) y los Balcanes. Las partes acordaron más tarde que Gran Bretaña y Estados Unidos iniciarían una invasión a través de canales de Francia en mayo de 1944, junto con una invasión separada del sur de Francia. Stalin insistió en que, después de la guerra, la Unión Soviética debería incorporar las porciones de Polonia que ocupaba de conformidad con el Pacto Mólotov-Ribbentrop con Alemania, que Churchill dudo.
En 1944, la Unión Soviética hizo avances significativos derrotando a los nazis en Europa del Este hacia Alemania, incluida la Operación Bagratión, una ofensiva masiva en Bielorrusia contra el Grupo de Ejércitos Centro del Ejército Alemán. Stalin, Roosevelt y Churchill coordinaron estrechamente, de modo que Bagratión ocurrió aproximadamente al mismo tiempo que las fuerzas estadounidenses y británicas iniciaron la invasión de Alemania en Europa occidental en la costa norte de Francia. La operación provocó que los soviéticos liberaran Bielorrusia y Ucrania occidental, junto con la destrucción efectiva y exitosa del Grupo de Ejércitos Centro y 300 000 bajas alemanas, aunque a costa de 750 000 bajas soviéticas.

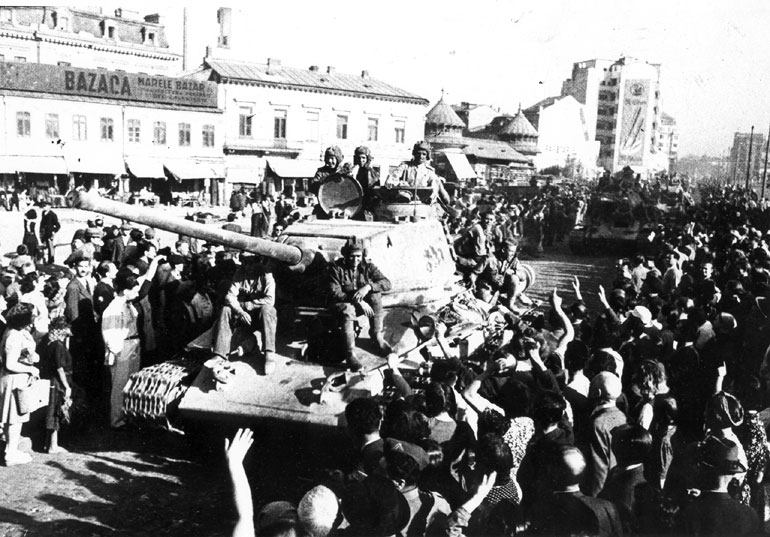
Los rumanos saludan al Ejército Rojo que ingresa a la ciudad de Bucarest el 31 de agosto de 1944.

Los éxitos en la Operación Bagratión y en el año que siguió se debieron, en gran parte, a una mejora operativa del Ejército Rojo endurecido por la batalla, que ha aprendido lecciones dolorosas de años anteriores luchando contra la poderosa Wehrmacht, Los rusos planificaron mejor las ofensivas, hicieron un uso eficiente de la artillería, y gestionaron mejor el tiempo y el espacio durante los ataques, desoyendo la consigna «¡Ni un paso atrás!» dictada en la Orden 227 de Stalin. En menor medida, el éxito de Bagratión se debió a un debilitamiento de la Wehrmacht que carecía del combustible y el armamento que necesitaban para operar de manera efectiva, las crecientes ventajas soviéticas en cuanto a mano de obra y materiales, y los ataques de los aliados occidentales en el Frente Occidental. En su discurso del Primero de mayo de 1944, Stalin elogió a los aliados occidentales por desviar recursos alemanes en la Campaña italiana, TASS publicó listas detalladas de la gran cantidad de suministros provenientes de aliados occidentales, y Stalin pronunció un discurso en noviembre de 1944 indicando que los esfuerzos aliados en el Este ya habían atraído rápidamente 75 divisiones alemanas para defender esa región, sin las cuales, el Ejército Rojo no podría haber expulsado a la Wehrmacht de los territorios soviéticos. La debilitada Wehrmacht también ayudó en las ofensivas soviéticas porque no se pudo lanzar una contraofensiva alemana efectiva.

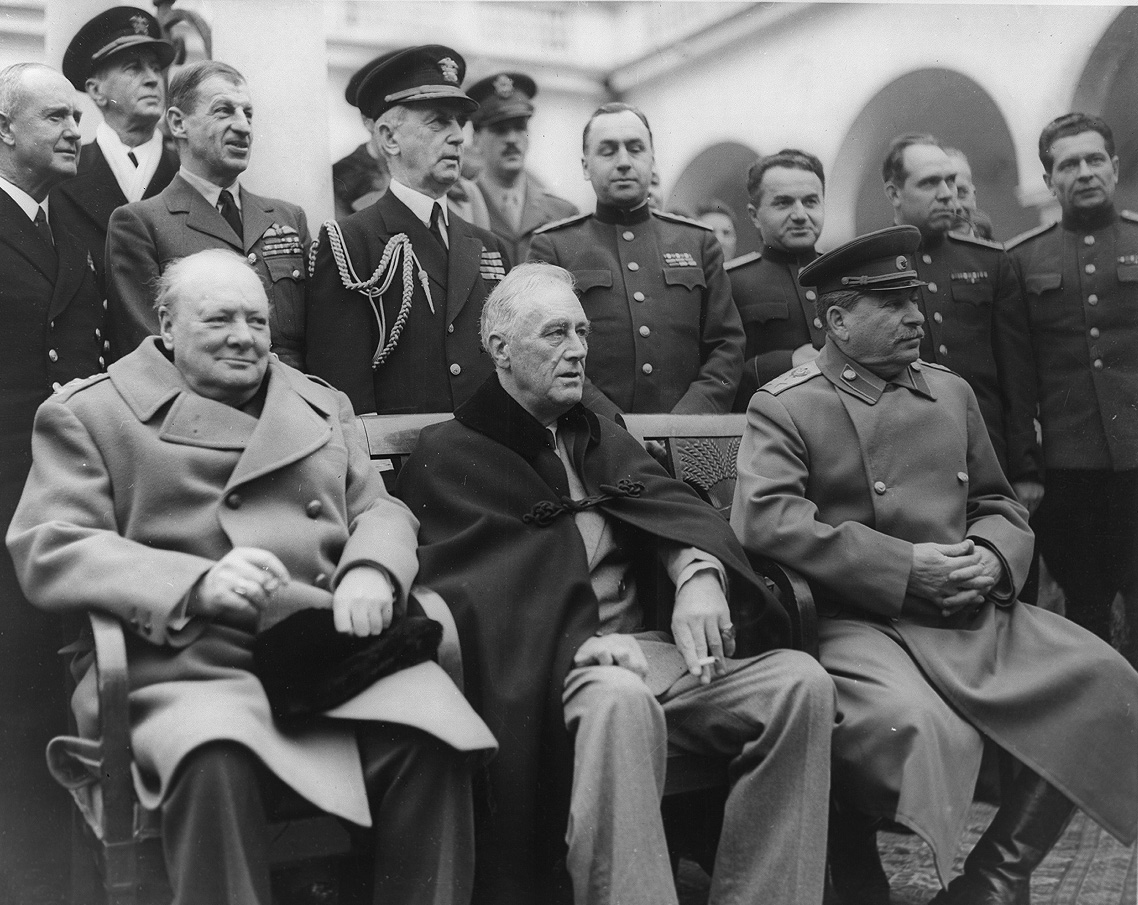
El primer ministro británico Winston Churchill, el presidente de los Estados Unidos Franklin D. Roosevelt y el líder soviético Iósif Stalin en la Conferencia de Yalta, febrero de 1945.

A partir del verano de 1944, el Grupo de Ejércitos Centro del Ejército Nazi reforzado impidió que los soviéticos avanzaran hacia Varsovia durante casi medio año. Algunos historiadores afirman que el supuesto fracaso del avance de los soviéticos fue una argucia del Ejército Rojo para permitir que la Wehrmacht matara a miembros del Levantamiento de Varsovia que fue planificado por el Armia Krajowa o Ejército Nacional, que representaba al gobierno constitucional en el exilio. Ocurrió en agosto de 1944 cuando el Ejército Rojo se acercaba, aunque otros cuestionan la afirmación y citan los considerables esfuerzos fallidos de los soviéticos para intentar derrotar a la Wehrmacht en esa región.
A principios de 1944, Stalin había insistido en que la URSS anexara los territorios de la Segunda República Polaca que le fueron adjudicados mediante el Pacto Mólotov-Ribbentrop firmado con la Alemania nazi, mientras que el gobierno polaco en el exilio, que los británicos apoyaron en la Polonia de posguerra, exigió que la frontera polaca fuera restaurada a los límites de la preguerra. La grieta abrió aún más la hostilidad flagrante de Stalin hacia el gobierno polaco en el exilio y su Armia Krajowa, sintiendo Stalin amenazados sus planes para crear una Polonia de posguerra comunista bajo control de la Unión Soviética. Además de exacerbar la grieta, fue la negativa de Stalin a reabastecer al ejército polaco de la Armia Krajowa, y su negativa a permitir que los aviones de suministro estadounidenses usaran las bases aéreas soviéticas necesarias para transportar suministros al ejército polaco, al que Stalin se refirió en una carta a Roosevelt y Churchill como "criminales en busca de poder". Preocupado por las posibles repercusiones de esas acciones, Stalin más tarde comenzó un suministro por aire soviético a los rebeldes polacos, aunque la mayoría de los suministros terminaron en manos de los alemanes. El levantamiento terminó en un desastre con 20 000 rebeldes polacos y hasta 200 000 civiles asesinados por las fuerzas alemanas, logrando las fuerzas soviéticas ingresar en Varsovia en enero de 1945.

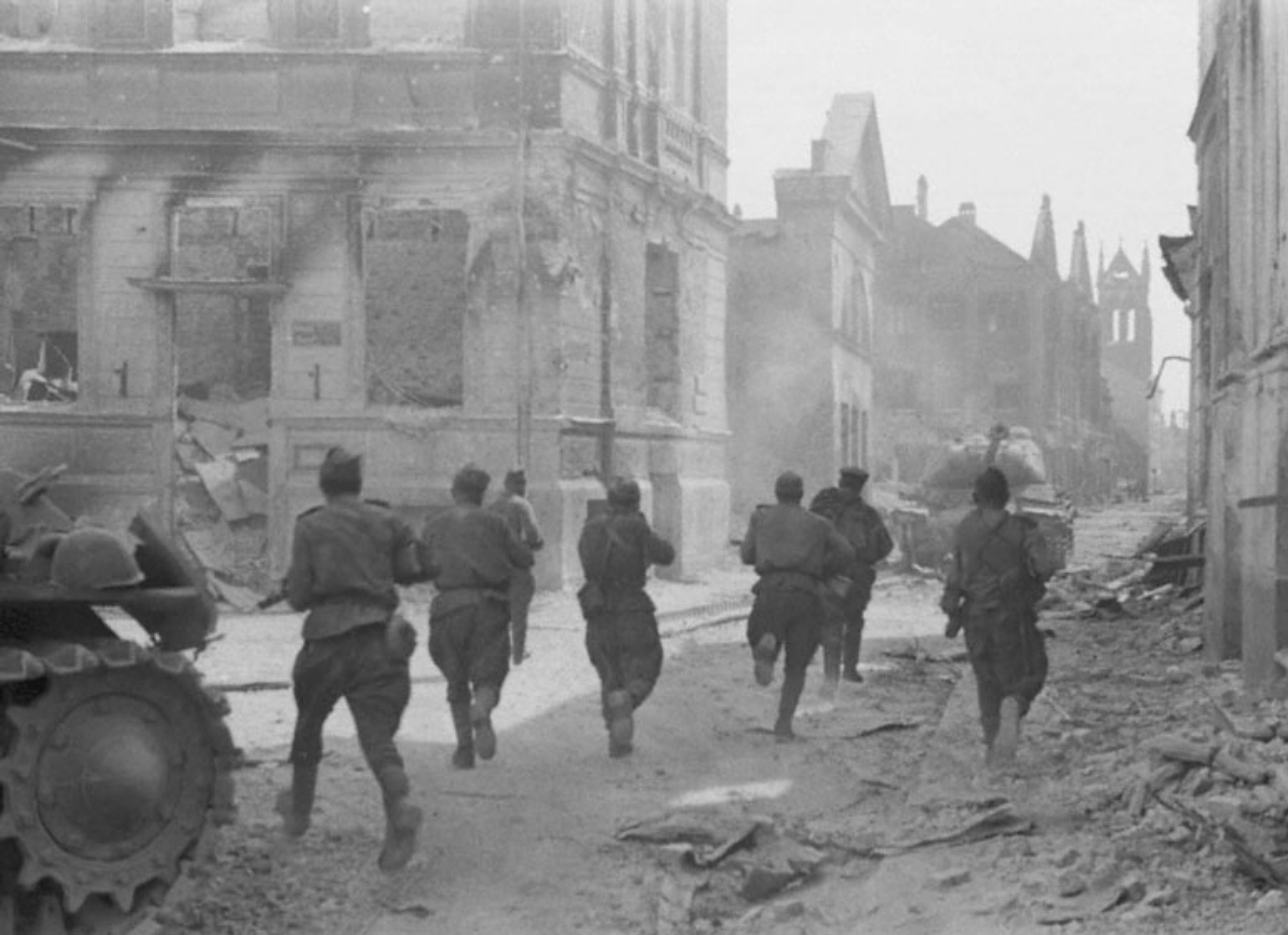
Soldados soviéticos del Frente Báltico durante un ataque en la ciudad letona de Jelgava, el 16 de agosto de 1944.

Otros avances importantes ocurrieron a fines de 1944, como la ocupación soviética de Rumania en agosto y Bulgaria en septiembre. La Unión Soviética declaró la guerra a Bulgaria en septiembre de 1944 e invadió el país, instalando un gobierno comunista. Después de la invasión de estos países balcánicos, Stalin y Churchill se reunieron en el otoño de 1944, donde acordaron varios porcentajes para "esferas de influencia" en varios estados balcánicos, aunque los diplomáticos de ninguno de los líderes sabían lo que realmente significaba el término. El Ejército Rojo también expulsó a las fuerzas alemanas de la región del mar Báltico, recuperando Estonia, Letonia y Lituania a fines de 1944 a costa de 260 000 bajas soviéticas y posteriores deportaciones en masa de decenas de miles de sus ciudadanos tras anexar a la URSS las denominadas RSS de Estonia, RSS de Letonia y RSS de Lituania, encabezadas por gobiernos comunistas puestos por Moscú.
A fines de 1944, las fuerzas soviéticas lucharon ferozmente por capturar Hungría en la Ofensiva de Budapest, pero no pudieron tomarla, lo que se convirtió en un tema tan sensible para Stalin que se negó a permitir que sus comandantes hablaran de ello. Los alemanes resistieron en la batalla posterior de Budapest hasta febrero de 1945, cuando los húngaros restantes firmaron un armisticio con la Unión Soviética. La victoria en Budapest le permitió al Ejército Rojo lanzar la Ofensiva de Viena en abril de 1945. Al noreste, la toma de Bielorrusia y Ucrania occidental permitió a los soviéticos lanzar la gran Ofensiva Vístula-Óder, donde la inteligencia alemana había adivinado incorrectamente que los soviéticos tendrían una ventaja de superioridad numérica de 3 a 1 que en realidad era de 5 a 1 (más de 2 millones de personal del Ejército Rojo que atacaban a 450 000 defensores alemanes), cuya culminación exitosa resultó en el avance del Ejército Rojo desde el río Vístula en Polonia hasta el río Oder alemán en el este de Alemania.
Al finalizar la guerra, en la Conferencia de Potsdam, celebrada en el verano de 1945, entre otros asuntos se acordó el reajuste de las fronteras en Prusia Oriental perteneciente hasta entonces a Alemania. Prusia Oriental fue dividida en dos partes: la meridional se adjudicó a la República Popular de Polonia, mientras que la septentrional fue anexada por la Unión Soviética, incluyendo Königsberg, que fue rebautizada como Kaliningrado, en homenaje a Mijaíl Kalinin. Tras la disolución de la Unión Soviética y la independencia de Lituania y Bielorrusia en 1991, el exclave del óblast de Kaliningrado se mantuvo como parte de la Federación de Rusia.
Las deficiencias de Stalin como estratega se notan con frecuencia en relación con la pérdida masiva de vidas soviéticas y las primeras derrotas soviéticas. Un ejemplo de ello es la ofensiva de verano de 1942, que provocó aún más pérdidas por parte del Ejército Rojo y la recuperación de la iniciativa por parte de los alemanes. Stalin finalmente reconoció su falta de conocimiento y confió en sus generales profesionales para conducir la guerra.
Además, Stalin era consciente de que otros ejércitos europeos se habían desintegrado por completo al enfrentar la eficacia militar nazi y respondieron efectivamente al someter a su ejército a galvanizar el terror y los llamamientos nacionalistas al patriotismo. También apeló a la iglesia ortodoxa rusa.

## Victoria final

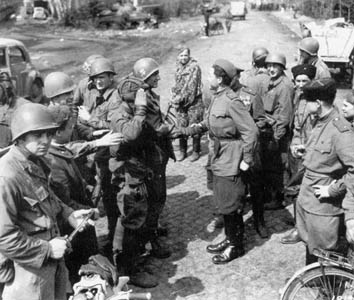
Tropas estadounidenses y soviéticas se encuentran al este del río Elba, en abril de 1945

En abril de 1945, Alemania enfrentó sus últimos días con 1,9 millones de soldados alemanes en el Este luchando contra 6.4 millones de soldados del Ejército Rojo, mientras que 1 millón de soldados alemanes en el Oeste lucharon contra 4 millones de soldados aliados occidentales. Si bien hubo una charla inicial de una carrera a Berlín por los aliados, después de que Stalin presionara con éxito en la Conferencia de Yalta para que Alemania Oriental cayera dentro de la "esfera de influencia" soviética, los aliados occidentales se dieron por vencidos en sus planes para apoderarse de la ciudad por un Operación en tierra. Stalin aún sospechaba que las fuerzas aliadas occidentales que se mantenían en el río Elba podría moverse en la capital, incluso en los últimos días, y que los estadounidenses podrían emplear sus dos divisiones aerotransportadas para capturar la ciudad.
Stalin ordenó al Ejército Rojo que se moviera rápidamente en un amplio frente hacia Alemania porque no creía que los aliados occidentales entregarían el territorio que ocupaban, mientras que él fijó el objetivo primordial de capturar la capital nazi de Berlín. Después de capturar con éxito Prusia Oriental, tres frentes del Ejército Rojo convergieron en el corazón de Alemania Oriental, con una de las últimas batallas de la guerra que puso a los soviéticos en las puertas virtuales de Berlín. Para el 24 de abril, Berlín estaba rodeada por elementos de dos frentes soviéticos, uno de los cuales había comenzado un bombardeo masivo de la ciudad el 20 de abril, que no terminaría hasta la rendición de la ciudad. El 30 de abril, Hitler y Eva Braun. se suicidaron, después de lo cual las fuerzas soviéticas encontraron sus restos, que habían sido quemados en la cancillería de Hitler. Las fuerzas alemanas se rindieron unos días después. Algunos historiadores argumentan que Stalin retrasó el último impulso final hasta Berlín por dos meses para capturar otras áreas por razones políticas, lo que argumentan le dio tiempo a la Wehrmacht para prepararse e incrementó las bajas soviéticas (que superaron las 400 000), aunque esto es cuestionado por otros historiadores.
A pesar de la posesión de los restos de Hitler por parte de los soviéticos, Stalin no creía que su antiguo némesis estuviera realmente muerto, una creencia que se mantuvo durante años después de la guerra. Más tarde, Stalin también ordenó a los asistentes que pasaran años investigando y escribiendo un libro secreto sobre la vida de Hitler para su lectura privada.

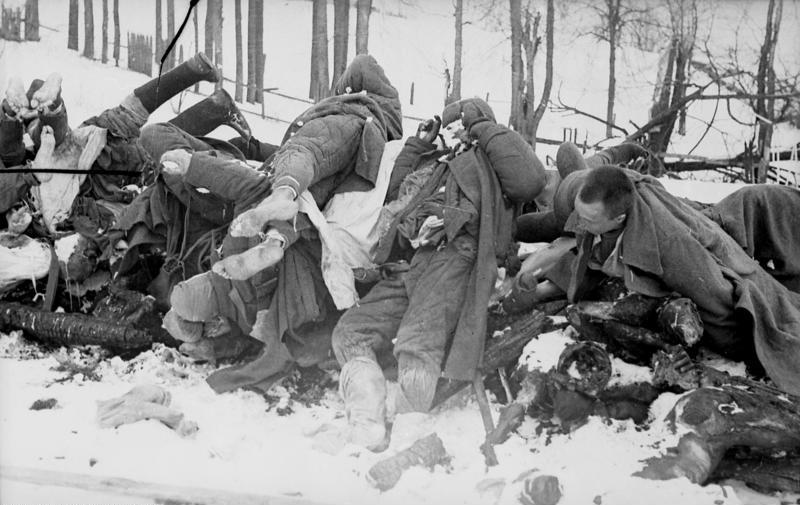
Soldados soviéticos caídos en Jolm, óblast de Nóvgorod, enero 1942

Rechazar la invasión alemana y presionar por la victoria sobre la Alemania nazi en la Segunda Guerra Mundial requirió un tremendo sacrificio por parte de la Unión Soviética (más que cualquier otro país en la historia de la humanidad). Las bajas soviéticas sumaron cerca de 27 millones (casi 5 veces más que todos los judíos muertos). Hay que tener en cuenta que la población de la URSS en 1940 era de 194 090 000 habitantes, mientras la población de judíos en Europa en 1933 constaba de 9 067 000 personas, es decir casi 22 veces menos que los habitantes de la Unión Soviética. La pérdida de 26,6 millones de habitantes soviéticos representó el 13,7 % de la población total del país, mientras la pérdida en el Holocausto de entre 4 869 860 y 5 894 716 judíos supuso, de media, la aniquilación del 55,1 % del grupo étnico.
Aunque las cifras varían, el número de muertos civiles soviéticos probablemente llegó a 18 millones. Millones de soldados y civiles soviéticos desaparecieron en campos de detención alemanes y fábricas de trabajo esclavo, mientras que millones más sufrieron daños físicos y mentales permanentes. Las pérdidas económicas, incluidas las pérdidas de recursos y la capacidad de fabricación en la RSFS de Rusia occidental y en la RSS de Ucrania, también fueron catastróficas. La guerra resultó en la destrucción de aproximadamente 70 000 ciudades soviéticas, pueblos y aldeas. En ese proceso se destruyeron 6 millones de casas, 98 000 granjas, 32 000 fábricas, 82 000 escuelas, 43 000 bibliotecas, 6000 hospitales y miles de kilómetros de carreteras y vías férreas.
Stalin pronto se confirió el rango de Generalísimo de la Unión Soviética, que se convierte en el rango militar más alto del país, seguido por el de Mariscal debido a su papel en la victoria en la guerra. Su liderazgo militar personal se enfatizó como parte del "culto a la personalidad" después de la publicación de las diez victorias de Stalin, extraídas del discurso del 6 de noviembre de 1944 "27 aniversario de la Gran revolución socialista de Octubre" durante la reunión del Sóviet de Moscú.

## Castigos y penas

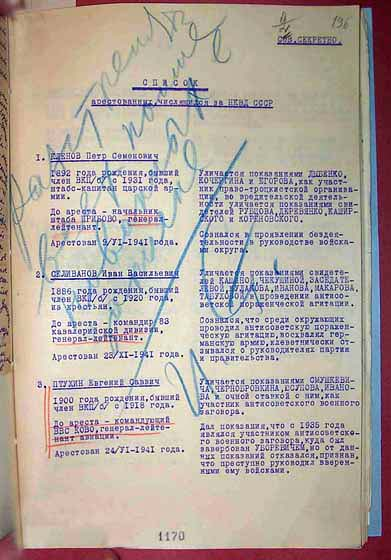
La propuesta de Beria del 29 de enero de 1942, de ejecutar a 46 generales soviéticos. La resolución de Stalin: "Ejecutar a todos los nombres en la lista. - I. St."

El 16 de agosto de 1941, en un intento por revivir un desorganizado sistema de defensa soviético, Stalin emitió la Orden N.º 270, exigiendo que los comandantes o comisarios que "arrancaran sus insignias y abandonaran o se entregaran" entonces serían considerados desertores maliciosos. El orden exigía a los superiores disparar a estos desertores en el acto. Sus familiares fueron sometidos a arrestos. La segunda disposición de la orden dirigía a todas las unidades que luchaban en cercos a usar todas las posibilidades para luchar. La orden también requería que los comandantes de división degradaran y, si era necesario, incluso que dispararan en el lugar a los comandantes que no comandaban la batalla directamente en el campo de batalla. A partir de entonces, Stalin también llevó a cabo una purga de varios comandantes militares que fueron fusilados por "cobardía" sin un juicio.
En junio de 1941, semanas después de que comenzara la invasión alemana, Stalin ordenó que el Ejército Rojo en retirada también tratara de negar recursos al enemigo a través de una política de la tierra quemada de destruir la infraestructura y el suministro de alimentos de las áreas antes de que los alemanes pudieran tomarlos, y que los partidarios debían instalarse en zonas evacuadas. Así el 18 de agosto de 1941, el NKVD explotó la presa y la Estación Hidroeléctrica Dniéper, debido a su importancia estratégica. Esto, junto con el abuso por parte de las tropas alemanas, causó hambre y sufrimiento entre la población civil que quedó atrás. Stalin temía que Hitler utilizaría a ciudadanos soviéticos descontentos para luchar contra su régimen, particularmente a las personas encarceladas en el GULAG. Así ordenó a la NKVD manejar la situación. Respondieron asesinando a aproximadamente 100 000 presos políticos en las partes occidentales de la Unión Soviética, con métodos que incluían matar a la gente y lanzar granadas a celdas atestadas. Muchos otros fueron simplemente deportados al este. El 11 de septiembre de 1941, en las afueras de Oriol fueron ejecutados 157 prisioneros políticos de Stalin, entre ellos María Spiridónova, Olga Kámeneva y Christian Rakovski.
El 28 de julio de 1942, Stalin emitió la Orden 227, que ordenaba que cualquier comandante o comisario de un regimiento, batallón o ejército, que permitiera retirarse sin permiso de sus superiores, estuviera sujeto a un tribunal militar. La orden exigía que los soldados declarados culpables de infracciones disciplinarias fueran obligados a "batallones penales", que fueron enviados a las secciones más peligrosas de las líneas del frente. De 1942 a 1945, 427 910 soldados fueron asignados a batallones penales. La orden también ordenó "bloqueos de destacamentos" para disparar a las tropas de pánico que huían en la retaguardia. En los primeros tres meses después de la orden, se disparó a 1000 soldados penales por "destacamentos de bloqueo, y se enviaron 24 933 soldados a los batallones penales. A pesar de tener algún efecto inicialmente, esta medida demostró tener un efecto de deterioro en la moral de las tropas, en octubre de 1942, la idea de los destacamentos de bloqueo regulares se abandonó. El 29 de octubre de 1944, los destacamentos de bloqueo se disolvieron oficialmente.
Los prisioneros de guerra soviéticos y los trabajadores forzados que sobrevivieron al cautiverio alemán fueron enviados a campos especiales de "tránsito" o "filtración" para determinar quiénes eran traidores potenciales. De los aproximadamente 4 millones a repatriar, 2 660 013 eran civiles y 1 539 475 eran ex prisioneros de guerra. Del total, 2 427 906 fueron enviados a casa, 801 152 fueron reconscriptos en las fuerzas armadas, 608 095 fueron reclutados en los batallones de trabajo del Ministerio de Defensa, 226 127 fueron transferidos a la autoridad de la NKVD para su castigo, lo que significó una transferencia al sistema del GULAG y 89 468 permanecieron en los campamentos de tránsito como personal de recepción hasta que el proceso de repatriación finalmente terminó a principios de los años cincuenta.

## Crímenes de guerra del Ejército Rojo
Según se informa, algunas tropas soviéticas violaron a mujeres y niñas alemanas, con estimaciones totales de víctimas que oscilan entre decenas de miles y dos millones. Durante y después de la ocupación de Budapest, (Hungría), se estima que 50 000 mujeres alemanas fueron violadas. Con respecto a las violaciones que ocurrieron en Yugoslavia, Stalin respondió a las quejas de un líder partidista yugoslavo diciendo: "¿No puede entender que un soldado que ha cruzado miles de kilómetros a través de la sangre y el fuego y la muerte se divierta con un mujer o toma un poco de poco? ".
En las antiguas potencias del Eje, como Alemania, Rumania y Hungría los oficiales del Ejército Rojo en general consideraban que, debido a los crímenes de los nazis, las ciudades, pueblos y granjas estaban abiertas al saqueo. Por ejemplo, los soldados del Ejército Rojo y los miembros de la NKVD saquearon con frecuencia los trenes de transporte en 1944 y 1945 en Polonia. Los soldados soviéticos incendiaron el centro de la ciudad de Demmin mientras impedían que los habitantes extinguieran el incendio, lo que junto con varios errores, contribuyó a que más de 900 ciudadanos de la ciudad se suicidaran. En la zona de ocupación soviética de Alemania, cuando los miembros de la SED informaron a Stalin de que los saqueos y las violaciones cometidas por los soldados soviéticos podrían tener consecuencias negativas para el futuro del socialismo en la Alemania oriental de posguerra, Stalin reaccionó con enojo: "No toleraré que nadie arrastre el honor del Ejército Rojo por el lodo". En consecuencia, todas las pruebas de saqueos, castigos y destrucción por parte de algunos soldados soviéticos fueron eliminadas de los archivos en la zona de ocupación soviética.
Según cifras recientes, de un estimado de 4 millones de prisioneros de guerra tomados por los rusos, incluidos alemanes, japoneses, húngaros, rumanos y otros, unos 580 000 nunca regresaron, presumiblemente víctimas de privación o el Gulag, en comparación con los 3,5 millones de prisioneros de guerra soviéticos que murieron en Alemania en sus campos de concentración de los 5.6 millones de prisioneros.

## Crímenes de guerra de la Wehrmacht

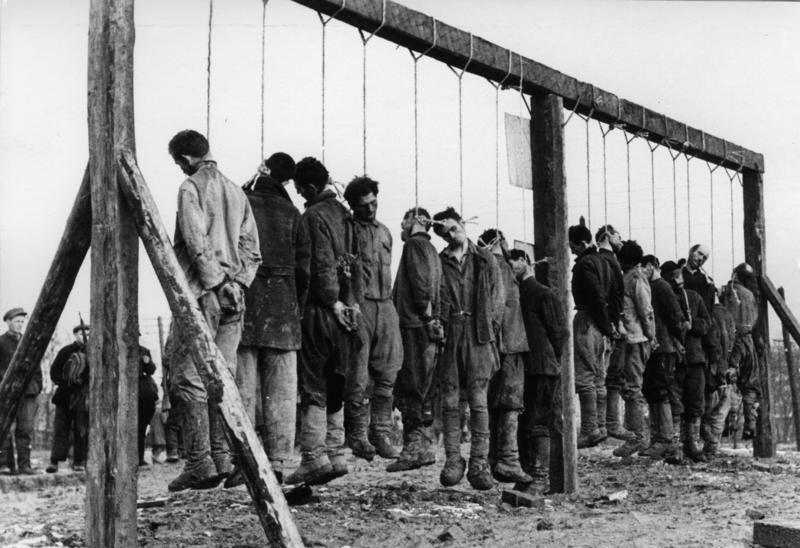
Hombres ahorcados como sospechosos partidarios en algún lugar de la Unión Soviética

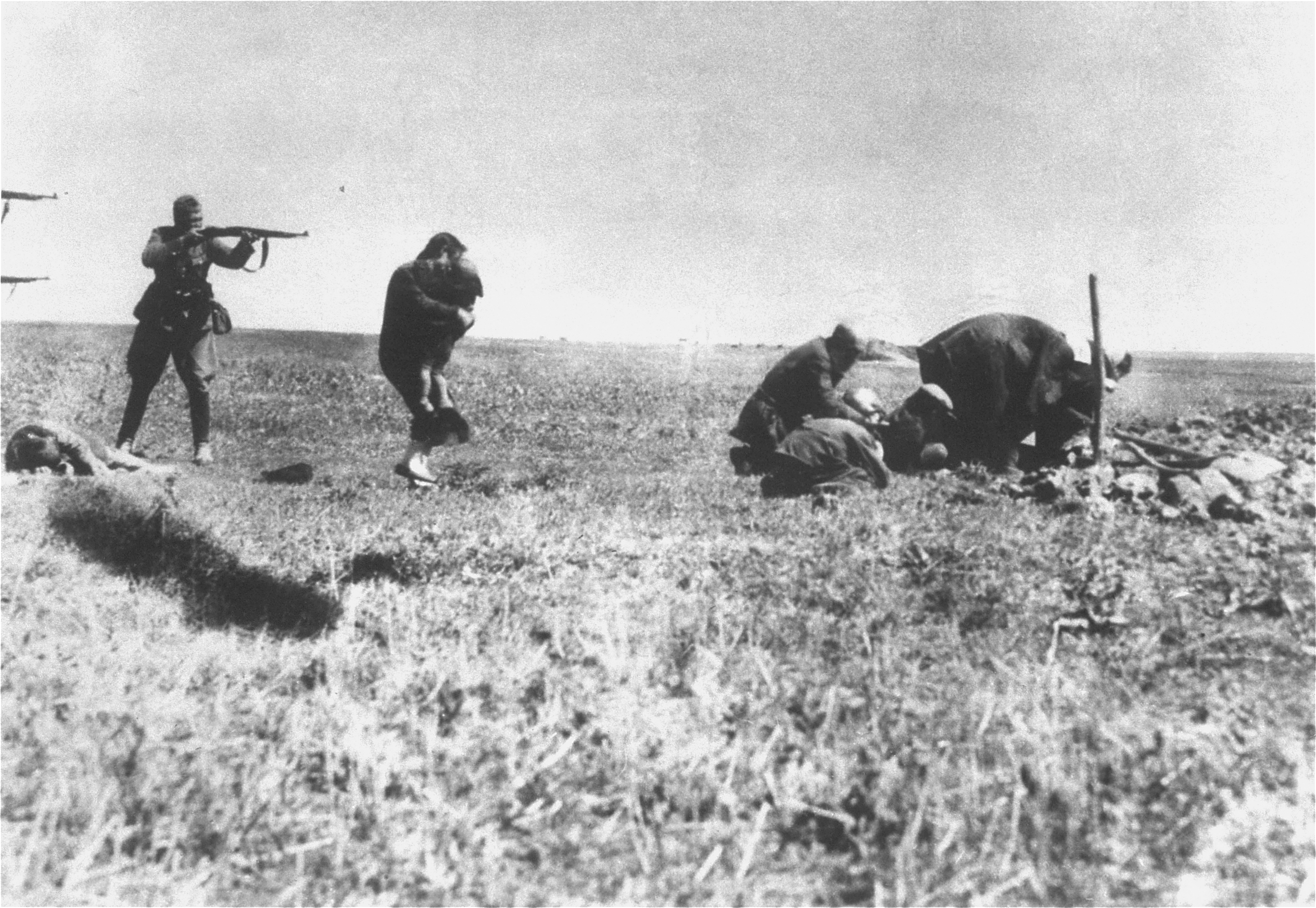
Einsatzgruppen alemán asesinando a judíos en Ivanhórod, Ucrania, 1942

La propaganda nazi había dicho a los soldados de la Wehrmacht que la invasión de la Unión Soviética era una guerra de exterminio.
El historiador británico Ian Kershaw concluye que el deber de la Wehrmacht consistía en garantizar que las personas, que cumplían los requisitos de Hitler de formar parte del Arische Herrenrasse ("raza superior aria"), tuvieran espacio vital o Lebensraum. Según Kershaw, la revolución nazi fue más amplia que el Holocausto ya que su segundo objetivo era eliminar a los pueblos eslavos de Europa Central y Oriental y crear un Lebensraum para los arios. El historiador Omer Bartov describe en sus libros los crímenes de lesa humanidad perpetrados por los ejércitos alemanes en el frente del Este y en el Holocausto. La mayoría de los tres millones de hombres del ejército alemán, desde generales hasta soldados comunes, ayudó a exterminar a soldados y civiles eslavos capturados. A veces era un asesinato frío y deliberado de individuos (como el exterminio de judíos), a veces una brutalidad y negligencia generalizadas. Las cartas y memorias de los soldados alemanes revelan su terrible razonamiento: los eslavos eran la horda "asiática-bolchevique", una raza inferior pero amenazadora
Durante los rápidos avances alemanes en los primeros meses de la guerra, casi llegando a las ciudades de Moscú y Leningrado, la mayor parte de la industria soviética que no pudo ser evacuada fue destruida o perdida debido a la ocupación alemana. La producción agrícola se interrumpió y las cosechas de cereales quedaron en pie en los campos, lo que más tarde causaría un hambre que recuerda a principios de los años treinta. En una de las mayores hazañas de la logística de la guerra, las fábricas fueron evacuadas en una escala enorme, con 1523 fábricas desmanteladas y enviadas hacia el este a lo largo de cuatro rutas principales hacia el Cáucaso, Asia Central y los Urales, y las regiones siberianas. En general, se movieron las herramientas, las matrices y la tecnología de producción, junto con los planos y su administración, personal de ingeniería y mano de obra calificada.
Toda la Unión Soviética se dedicó al esfuerzo de guerra. La población de la URSS estaba probablemente mejor preparada que cualquier otra nación involucrada en los combates de la Segunda Guerra Mundial para soportar las dificultades materiales de la guerra. Esto se debe principalmente a que los soviéticos estaban tan acostumbrados a la escasez y a hacer frente a la crisis económica en el pasado, especialmente durante la guerra: la Primera Guerra Mundial trajo restricciones similares de los alimentos. Aun así, las condiciones eran severas. La Segunda Guerra Mundial fue especialmente devastadora para los ciudadanos soviéticos porque se luchó en su territorio y causó una destrucción masiva. En Leningrado, bajo el asedio alemán, más de un millón de personas murieron de hambre y enfermedades. Muchos trabajadores de fábricas eran adolescentes, mujeres y ancianos. El gobierno implementó el racionamiento en 1941 y lo aplicó por primera vez al pan, harina, cereales, pasta, mantequilla, margarina, aceite vegetal, carne, pescado, azúcar y confitería en todo el país. Las raciones se mantuvieron en gran parte estables en otros lugares durante la guerra. Las raciones adicionales a menudo eran tan caras que no podían agregarse sustancialmente al suministro de alimentos de un ciudadano, a menos que esa persona estuviera especialmente bien pagada o fuera miembro de la nomenklatura. Los campesinos no recibieron racionamiento y tuvieron que conformarse con los recursos locales que cultivaban ellos mismos. La mayoría de los campesinos lucharon y vivieron en una pobreza insoportable, pero otros vendieron cualquier excedente que tenían a un precio alto y algunos se convirtieron en millonarios en rublos, hasta que una reforma monetaria dos años después del final de la guerra acabó con su riqueza.
A pesar de las duras condiciones, la guerra llevó a un aumento del nacionalismo y la unidad soviéticos. La propaganda soviética atenuó la retórica comunista extrema del pasado cuando la gente ahora se unía por la creencia de proteger a su Patria contra los males de los invasores alemanes. Varias de las minorías étnicas eran deportadas bajo la acusación de potenciales o supuestas colaboradoras. La práctica de religión, que antes estaba prohibida, ahora se convirtió en parte de la campaña de propaganda del Partido Comunista en la sociedad soviética para movilizar a los elementos religiosos.
La composición social de la sociedad soviética cambió drásticamente durante la guerra. Hubo un estallido de matrimonios en junio y julio de 1941 entre personas que estaban a punto de ser separadas por la guerra, y en los años siguientes la tasa de matrimonios se redujo abruptamente. Poco después se redujo la tasa de natalidad hasta aproximadamente la mitad de lo que habría sido en tiempos de paz. Por esta razón, las madres con varios hijos durante la guerra recibieron honores sustanciales y beneficios monetarios si tenían un número suficiente de niños: las madres podían ganar alrededor de 1300 rublos por tener su cuarto hijo y ganar hasta 5000 rublos por su décimo.
Los soldados alemanes solían marcar los cuerpos de las mujeres partisanas capturadas, y también de otras mujeres, con las palabras "Puta para las tropas de Hitler" y violarlas tras su captura, algunos soldados alemanes se jactaron vívidamente de haber cometido violación y homicidio por violación. Susan Brownmiller sostiene que la violación desempeñó un papel fundamental en el objetivo nazi de conquistar y destruir a las personas que consideraban inferiores como los judíos, rusos, ucranianos, bielorrusos, polacos y eslavos en general. Una extensa lista de violaciones cometidas por soldados alemanes fue presentada en la llamada "Nota de Mólotov" del 6 de enero de 1942, remitida a los embajadores de los países con los que la Unión Soviética mantenía relaciones diplomáticas. Brownmiller señala que los nazis utilizaron la violación como un arma de terror.
Ejemplos de violaciones masivas en la Unión Soviética cometidas por soldados alemanes incluyen
- Smolensk : el comando alemán abrió un burdel para oficiales en el que cientos de mujeres y niñas eran conducidas por la fuerza, a menudo con armas y por la fuerza.
- Lviv: 32 mujeres que trabajaban en una fábrica de ropa fueron violadas y asesinadas por soldados alemanes en un parque público. Un sacerdote que intentaba detener la atrocidad fue asesinado.
- Lviv: soldados alemanes violaron a niñas judías, que fueron asesinadas después de quedar embarazadas.

## La supervivencia en Leningrado

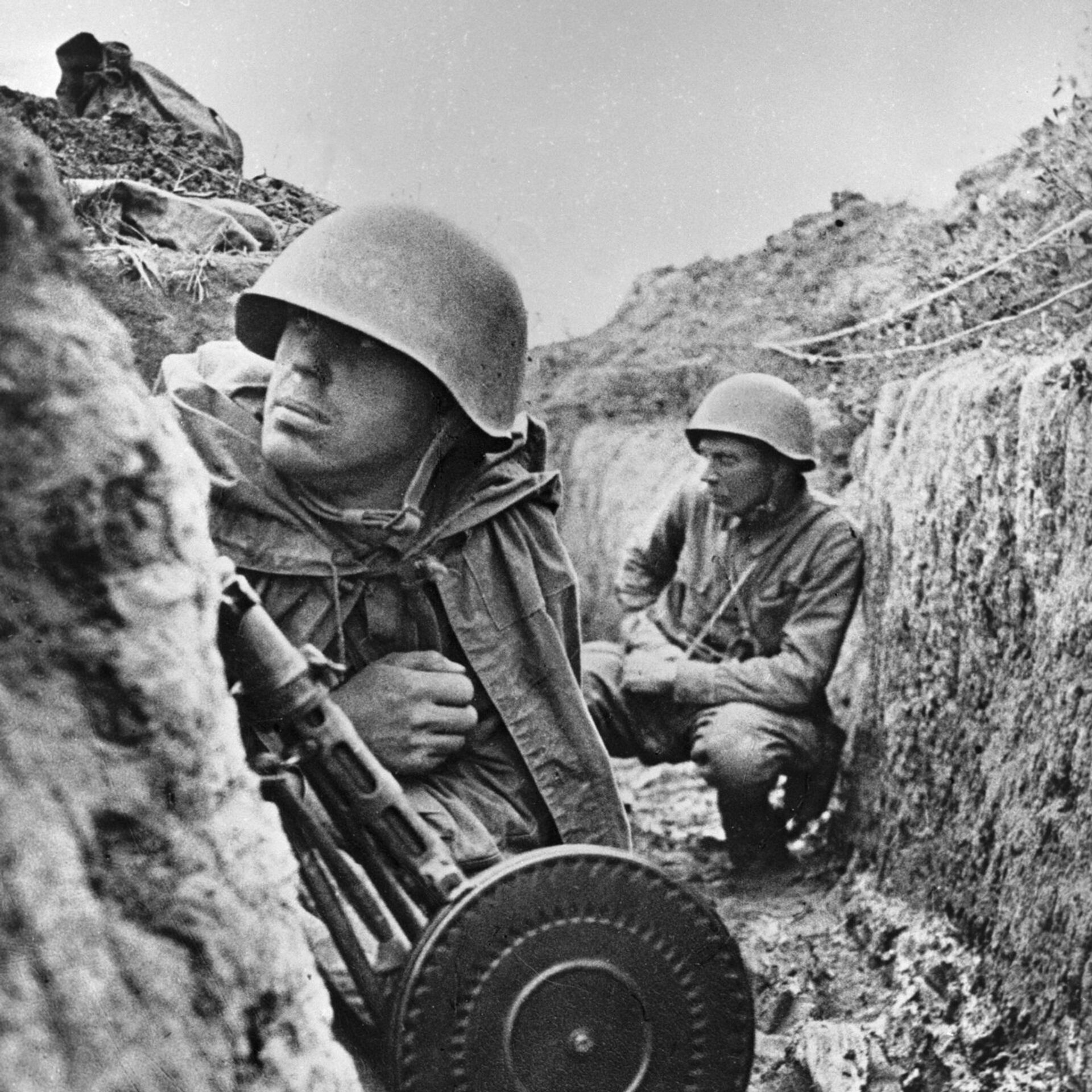
Soldados soviéticos en el frente en Leningrado

La ciudad de Leningrado soportó más sufrimientos y dificultades que cualquier otra ciudad de la Unión Soviética durante la guerra, ya que estuvo bajo sitio durante más de 900 días, desde septiembre de 1941 hasta enero de 1944. los ciudadanos soviéticos padecieron hambre, desnutrición, enfermedad, e incluso el canibalismo de los cadáveres se hizo común durante el sitio de Leningrado. Los civiles perdieron peso, se debilitaron y se hicieron más vulnerables a las enfermedades. Los ciudadanos de Leningrado lograron sobrevivir gracias a varios métodos con diferentes grados de éxito. Como fueron evacuadas antes de que comenzara el asedio solo 400 000 personas, en Leningrado se quedaron 2,5 millones de habitantes, incluyendo 400 000 niños. Otros lograron escapar de la ciudad por el lago Ládoga cuando este se congeló y la gente pudo caminar y desplazarse en camiones por su hielo a través del llamado "Camino de la vida".

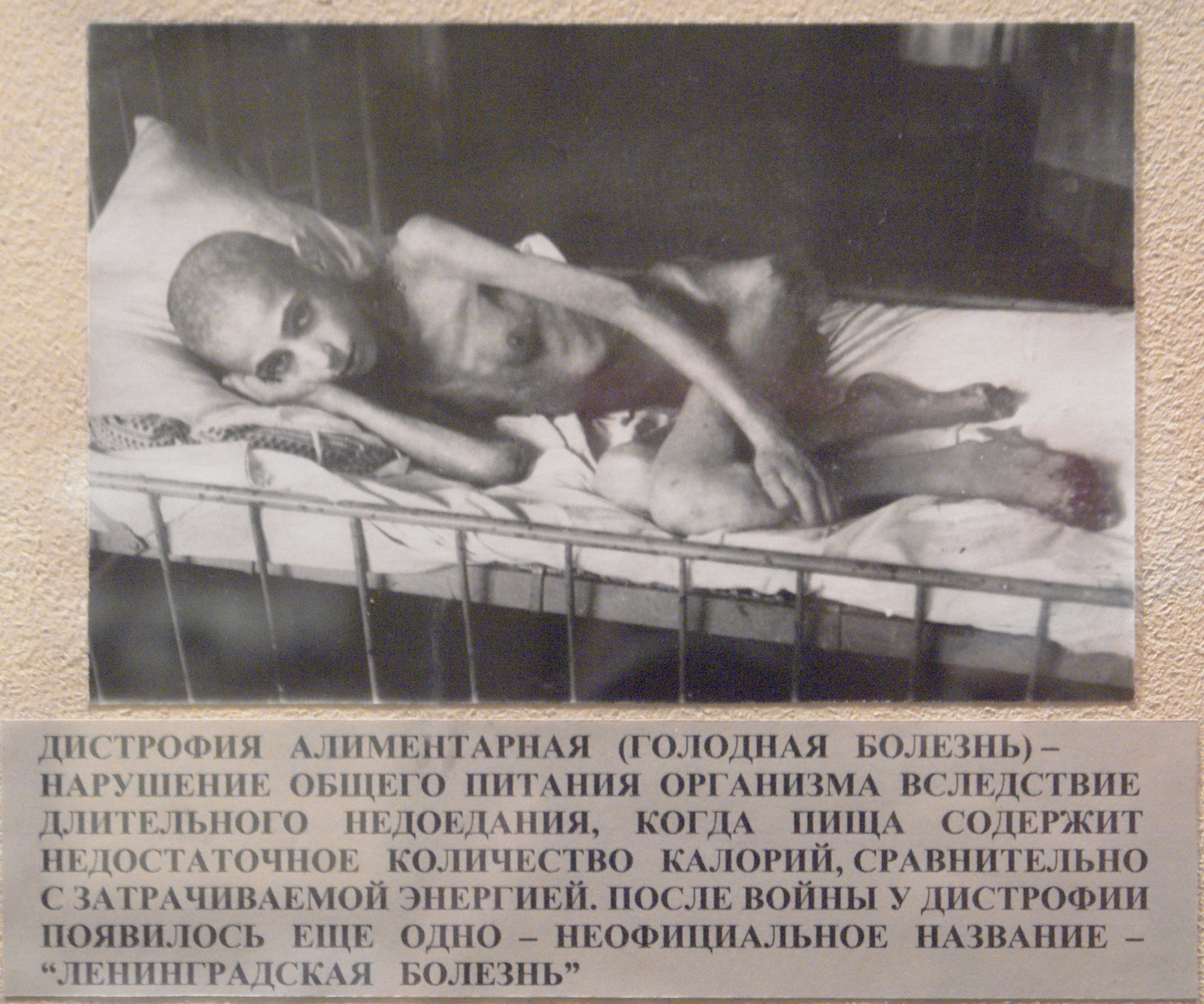
Una víctima de inanición en Leningrado sitiada en 1941

Sin embargo, la mayoría de las estrategias de supervivencia durante el sitio implicaron permanecer dentro de la ciudad y enfrentar los problemas a través del ingenio o la suerte. Una forma de hacer esto fue asegurando el empleo en las fábricas, ya que muchas fábricas se volvieron autónomas y poseían más herramientas de supervivencia durante el invierno, como la comida y el calor. Los trabajadores obtuvieron raciones más grandes que los civiles normales y las fábricas probablemente tendrían electricidad si producían bienes cruciales. Las fábricas también servían como centros de apoyo mutuo y tenían clínicas y otros servicios como equipos de limpieza y equipos para las mujeres que cosían y reparaban ropa. Los empleados de las fábricas todavía estaban bastante aquejados por la desesperación y la gente recurría a comer pegamento o caballos en fábricas donde escaseaban los alimentos, pero el empleo en fábricas era el método de supervivencia más exitoso.
Las oportunidades de supervivencia abiertas a la comunidad soviética asediada por los nazis, en general incluían el trueque y la agricultura en tierras privadas. Los mercados negros prosperaron a medida que el trueque privado y el comercio se hicieron más comunes, especialmente entre soldados y civiles. Los soldados, que tenían más comida de sobra, estaban ansiosos por comerciar con ciudadanos soviéticos que tenían ropa extra abrigada para el comercio. La plantación de huertos en la primavera se hizo popular, principalmente porque los ciudadanos tenían que mantener todo cultivado en sus propias parcelas. La campaña también tuvo un potente efecto psicológico y elevó la moral, un componente de supervivencia casi tan crucial como el pan.
Algunos de los ciudadanos soviéticos más desesperados recurrieron al crimen como una forma de sostenerse en tiempos difíciles. Lo más común fue el robo de alimentos y las tarjetas de racionamiento, lo que podría resultar fatal para una persona desnutrida si le roban su tarjeta más de un día o dos antes de que se emita una nueva. Por estas razones, el robo de comida fue severamente castigado y una persona podía recibir un disparo por tan poco como robar una barra de pan. También se cometieron acontecimientos más graves, como el asesinato y el canibalismo de los muertos, y se crearon escuadrones especiales de la policía para combatirlos, aunque para el final del asedio, aproximadamente 1500 habían sido arrestados por canibalismo.

## Consecuencias y daños

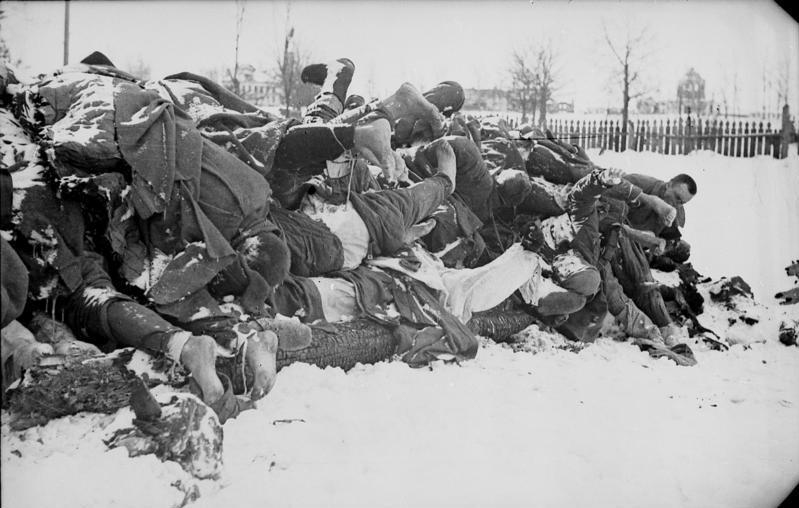
Soldados soviéticos caídos durante la ofensiva Toropets-Jolm, enero de 1942

A pesar de eso empezaron hacer muchos sacrificios si ganó el conflicto, la guerra tuvo un efecto profundo y devastador a largo plazo en la Unión Soviética. La carga financiera fue catastrófica: según una estimación, la Unión Soviética gastó 192 000 millones de dólares estadounidenses. Estados Unidos prestó y arrendó alrededor de 11 000 millones de dólares en suministros a la Unión Soviética durante la guerra. Anastasia V. Zótova da una estimación ligeramente diferente de 666 400 millones de rublos en gastos militares soviéticos durante la guerra, equivalente a 143 700 millones.
Los expertos estadounidenses estiman que la Unión Soviética perdió mucha de la riqueza que obtuvo de los esfuerzos de industrialización durante los años treinta. Su economía también se contrajo en un 20 % entre 1941 y 1945 y no recuperó sus niveles anteriores a la guerra hasta la década de 1960.
El historiador británico Clive Ponting estima que los daños de guerra ascendieron a 25 años del PIB (producto interno bruto) soviético. El 40 % de las viviendas soviéticas fueron dañadas o destruidas por los alemanes. De los 2,5 millones de viviendas en los territorios soviéticos ocupados por los alemanes, más de un millón fueron destruidas. Esto dejó a unos 25 millones de ciudadanos soviéticos sin hogar. La ocupación alemana abarcó alrededor de 85 millones de ciudadanos soviéticos, o casi el 45 % de toda la población soviética. Al menos 12 millones de soviéticos huyeron hacia el este, lejos del ejército invasor nazi.
Las fuentes soviéticas afirman que las potencias del Eje destruyeron 1710 ciudades y unas 70 000 aldeas, así como 65 000 km de vías férreas.

La Unión Soviética fue el país con más víctimas mortales durante la Segunda Guerra Mundial.

El gobierno postsoviético de la Federación de Rusia estima que las pérdidas de guerra en vidas soviéticas fue de 26,6 millones, sobre la base del estudio realizado en 1993 por la Academia de Ciencias de Rusia, incluida la muerte de personas como resultado de la batalla y la exposición relacionada con la guerra. Esto incluye 8 668 400 muertes militares calculadas por el Ministerio de Defensa de Rusia.
Las cifras publicadas por el Ministerio de Defensa de Rusia han sido aceptadas por la mayoría de los historiadores y académicos, algunos historiadores y académicos dan diferentes estimaciones.
Bruce Robellet Kuniholm, profesor de Política Pública e Historia, estima que la parte soviética sufrió 11 000 000 muertes militares y 7 000 000 muertes civiles adicionales, lo que equivale a un total de 18 millones de muertes.
El historiador militar estadounidense Earl F. Ziemke da una cifra de 12 millones de soldados soviéticos muertos y otros 7 millones de civiles muertos, un total de 19 millones de muertos. También nota que desde el otoño de 1941 hasta el otoño de 1943, el frente nunca tuvo menos de 14 700 km de longitud.
El profesor alemán Beate Fieseler estima que 2.6 millones de personas, o el 7.46 por ciento del ejército soviético, quedaron discapacitados después de la guerra.
Timothy C. Dowling estima que en los 1417 días de guerra, la Unión Soviética «tuvo unos 800 muertos por minuto» y que esto es equivalente a toda la población de los Estados Unidos que en 1940 vivía al oeste del río Misuri.

## Véase también

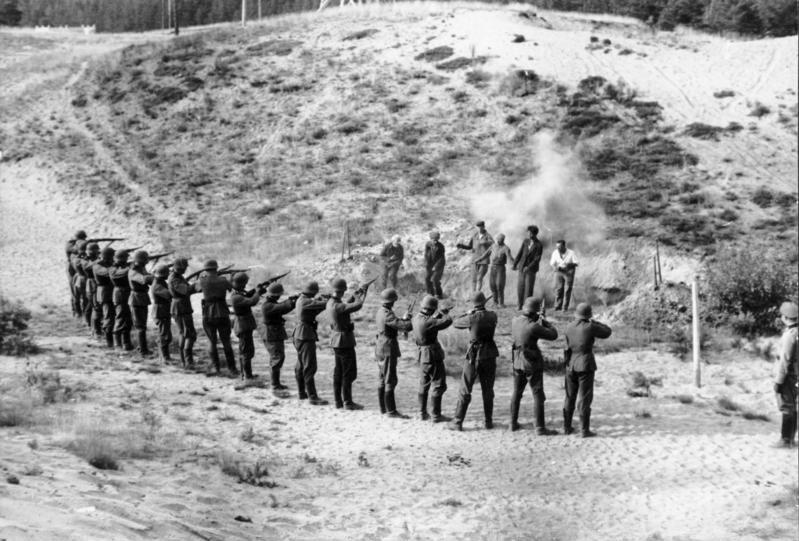
Ejecución de partisanos soviéticos en septiembre de 1941.